# Dronte mauricijský
Dronte mauricijský (Raphus cucullatus), také známý jako blboun nejapný anebo dodo, je vyhynulý druh nelétavého ptáka, žijícího jako endemit na ostrově Mauricius v Indickém oceánu. Jeho nejbližší příbuzný byl dronte samotářský (Pezophaps solitaria), se kterým tvořili podčeleď drontovití (Raphinae) čeledi holubovití (Columbidae). Vzhledem k tomu, že i dronte samotářský vyhynul, je nejbližším žijícím příbuzným doda holub nikobarský (Caloenas nicobarica). Z ostrova Réunion pocházejí záznamy o bílých drontech, ty jsou však považovány za chybné.
Dronte mauricijský měřil asi 1 metr a vážil přes 10 kg. Vzhled drontů mauricijských se dochoval pouze na kresbách, malbách a v popisech ze sedmnáctého století. Vzhledem k tomu, že se jednotlivé údaje značně liší a pouze některé ilustrace byly založeny na živých exemplářích, není známa přesná podoba ptáka ani jeho chování. Dříve byl dronte mauricijský považován za tlustého a pomalého ptáka; nyní ho odborníci považují za ptáka dobře přizpůsobeného ekosystému. Byl patrně rychlý. Dodo se obyčejně zobrazuje s hnědošedým peřím, žlutými končetinami, chomáčem peří na ocase a šedou neopeřenou hlavou s černým, žlutým nebo zeleným zobákem. K trávení potravy, kterou pravděpodobně tvořilo ovoce, mu pomáhaly gastrolity. Za jeho hlavní biotop se považují lesy v sušších pobřežních oblastech ostrova. Snůška prý činila pouze jediné vejce. Předpokládá se, že dodo se stal nelétavým ptákem kvůli dostupnosti potravních zdrojů a nepřítomnosti predátorů na Mauriciu.
První zmínka o drontem pochází z roku 1598 od nizozemských námořníků. V následujících letech začal být loven jak námořníky, tak decimován novými, nepůvodními druhy, zatímco jeho přirozené prostředí bylo ničeno. Poslední pozorování doda pochází zřejmě z roku 1662. Jeho vyhynutí nebylo zaznamenáno okamžitě a někteří lidé jej považovali za mytické stvoření. V 19. století byly prozkoumány pozůstatky čtyř exemplářů, které se dostaly do Evropy na počátku 17. století. Jedním ze vzorků byla i konzervovaná hlava doda, jediná měkká tkáň, která se dochovala dodnes. Od té doby se na Mauriciu našlo množství subfosilních pozůstatků drontů, vyzvednutých většinou z bažiny Mare aux Songes. Zánik dronta během méně než sta let od jeho objevu poukázal na dříve neznámý problém vymizení celého druhu následkem lidské činnosti. Rozsáhlé pozornosti se mu dostalo od jeho vystoupení v knize Alenka v říši divů a od té doby se stal součástí populární kultury, často jako symbol vyhynutí a zastarávání.

## Taxonomie

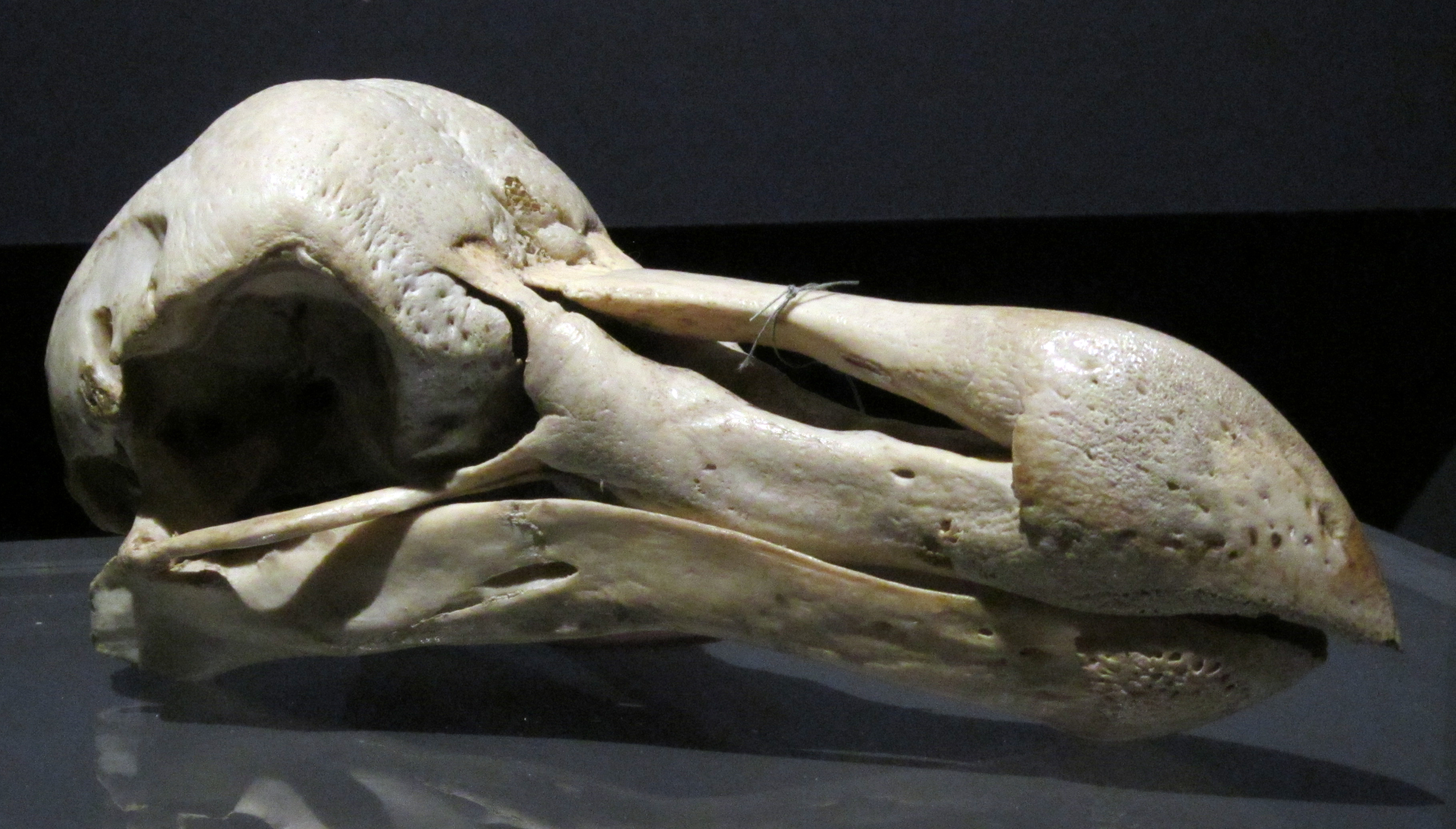
Lebka v zoologickém muzeu v Kodani, jejíž výzkum vedl k tomu, že byl dronte zařazen mezi holuby

Raní výzkumníci dronta mauricijského řadili do různých ptačích skupin. Dodo byl považován za malý druh pštrosa, chřástala, albatrosa nebo supa. Teprve roku 1842 dánský zoolog Johannes Theodor Reinhardt na základě studia lebky objevené v Dánském přírodovědném muzeu navrhl považovat dronta mauricijského za člena čeledi holubovitých, přizpůsobeného životu na zemi. Nejprve tím sklidil ve vědecké komunitě posměch, ale dva angličtí přírodovědci Hugh Edwin Strickland a Alexander Gordon Melville se Reinhardtových výsledků zastali v monografii The Dodo and Its Kindred („Dodo a jeho příbuzní“) z roku 1848. Po pitvě zachovalé lebky a nohy z Muzea přírodní historie Oxfordské univerzity a porovnáním s ostatky jiného vyhynulého druhu, dronta samotářského (Pezophaps solitaria) z ostrova Rodrigues, navíc dospěli k názoru, že tyto dva druhy byly úzce příbuzné. Strickland uvedl, že i když se nejednalo o druhy totožné, tito ptáci společně sdíleli mnoho charakteristických rysů kostí končetin, které jsou jinak známy pouze u holubů.

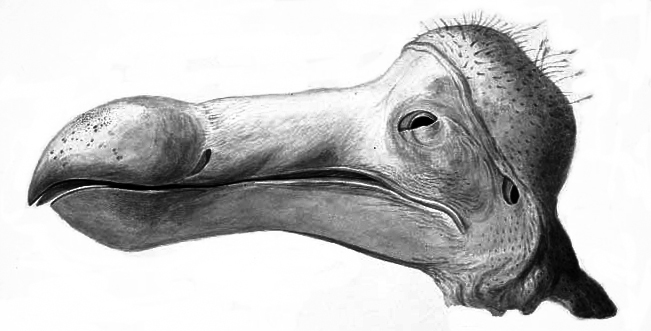
Náčrt hlavy oxfordského vzorku

Strickland a Melville prokázali podobnost dronta s holuby v mnoha ohledech. Ukázali na velmi krátkou část zobáku tvořenou keratinem a na jeho dlouhou štíhlou základnu. Podobně jako u ostatních holubů se také vyvinula holá kůže okolo očí, která dosahovala až téměř k zobáku. Čelo bylo vzhledem k zobáku posazeno vysoko a nosní dírky se nacházely nízko uprostřed zobáku a byly obklopeny kůží, což je kombinace fyzických vlastností typická pouze pro holuby. Končetiny dronta mauricijského se také nejvíce podobaly holubím, a to jak měřítkově, tak kosterními rysy. S těmito ptáky jej spojovalo také výrazně vyvinuté vole. Holubovití ptáci mají tendenci snášet málo vajec a i dronte pravděpodobně snášel pouze jediné. Podobně jako holubi neměl dronte radličnou kost ani přepážku nosních dírek a sdílel anatomické detaily dolní čelisti, lícních kostí anebo patra. Od holubů se lišil především malými rozměry křídel a zobákem neúměrně velkým vzhledem ke zbytku lebky.
Během 19. století bylo několik druhů vyhodnoceno jako kongenerických (patřících do společného rodu) s drontem mauricijským, a to včetně dronta samotářského a ibisa réunionského, kteří byli hodnoceni jako Didus solitarius a Raphus solitarius (Didus a Raphus jsou jména pro dronta používaná různými autory té doby). Britský vědec Abraham Dee Bartlett roku 1852 popsal kosti z Rodriguesu, později přisouzené drontemu samotářskému, jako nový druh Didus nazarenus, což je v současnosti synonymum tohoto druhu. Rovněž některé kresby chřástala rezavého (Aphanapteryx bonasia) byly identifikovány jako dronteové: druhy Didus broeckii a Didus herberti.
Po mnoho let se dronte mauricijský a samotářský řadili do čeledi Raphidae (starší synonymum Dididae), protože jejich přesné vztahy s jinými holuby nebyly osvětleny. Jiná systematika také tyto dva druhy řadila do dvou vlastních monotypických čeledí nazvaných Raphidae a Pezophapidae, a dle ní se tyto druhy vyvíjely konvergentně. Osteologická analýza a analýzy DNA nakonec vedly ke zrušení čeledi Raphidae a dronte mauricijský a samotářský jsou dle nich umístěni do podčeledi Raphinae řazené do čeledi holubovitých.

### Evoluce

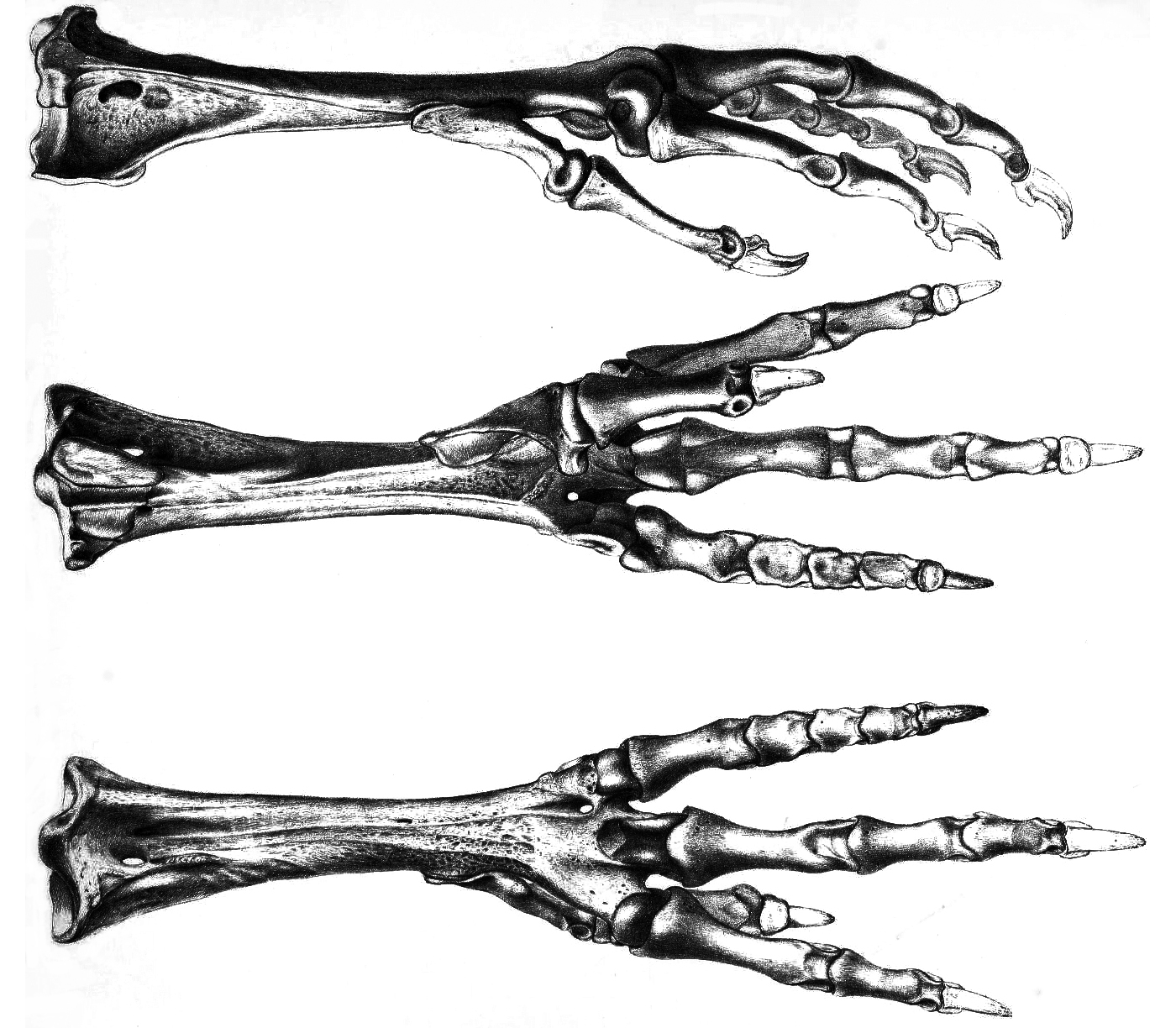
Litografie oxfordského vzorku, ze které byl získán materiál pro genetické analýzy

V roce 2002 americká genetička Beth Shapirová s kolektivem poprvé analyzovala DNA dronta mauricijského. Na základě srovnání mitochondriálních cytochromů b a genu 12S rRNA izolovaných ze zánártí oxfordské nohy a stehenní kosti dronta samotářského byl potvrzen blízký vztah mezi těmito dvěma druhy a také jejich systematické zařazení mezi holubovité. Jako nejbližší žijící příbuzný dronta mauricijského pak byl určen holub nikobarský (Caloenas nicobarica), následovaný rodem korunáči (Goura) a holubem zejkozobým (Didunculus strigirostris). Samotné vědecké jméno holuba zejkozobého znamená „zobák podobný dodovi“. Kladogram, doprovázející studii, je zobrazen níže.

|  | Caloenas nicobarica (holub nikobarský)                                                                                 |
|  | |
|  | \| \| † Pezophaps solitaria (dronte samotářský) \| \| \| \| \| \| † Raphus cucullatus (dronte mauricijský) \| \| \| \| |
|  | |
|  | † Pezophaps solitaria (dronte samotářský)                                                                              |
|  | |
|  | † Raphus cucullatus (dronte mauricijský)                                                                               |
|  | |

|  | † Pezophaps solitaria (dronte samotářský) |
|  |                                           |
|  | † Raphus cucullatus (dronte mauricijský)  |
|  |                                           |

|  | Caloenas nicobarica (holub nikobarský)                                                                                 |
|  | |
|  | \| \| † Pezophaps solitaria (dronte samotářský) \| \| \| \| \| \| † Raphus cucullatus (dronte mauricijský) \| \| \| \| |
|  | |
|  | † Pezophaps solitaria (dronte samotářský)                                                                              |
|  | |
|  | † Raphus cucullatus (dronte mauricijský)                                                                               |
|  | |

|  | † Pezophaps solitaria (dronte samotářský) |
|  |                                           |
|  | † Raphus cucullatus (dronte mauricijský)  |
|  |                                           |

|  | Caloenas nicobarica (holub nikobarský)                                                                                 |
|  | |
|  | \| \| † Pezophaps solitaria (dronte samotářský) \| \| \| \| \| \| † Raphus cucullatus (dronte mauricijský) \| \| \| \| |
|  | |
|  | † Pezophaps solitaria (dronte samotářský)                                                                              |
|  | |
|  | † Raphus cucullatus (dronte mauricijský)                                                                               |
|  | |

|  | † Pezophaps solitaria (dronte samotářský) |
|  |                                           |
|  | † Raphus cucullatus (dronte mauricijský)  |
|  |                                           |

|  | Caloenas nicobarica (holub nikobarský)                                                                                 |
|  | |
|  | \| \| † Pezophaps solitaria (dronte samotářský) \| \| \| \| \| \| † Raphus cucullatus (dronte mauricijský) \| \| \| \| |
|  | |
|  | † Pezophaps solitaria (dronte samotářský)                                                                              |
|  | |
|  | † Raphus cucullatus (dronte mauricijský)                                                                               |
|  | |

|  | † Pezophaps solitaria (dronte samotářský) |
|  |                                           |
|  | † Raphus cucullatus (dronte mauricijský)  |
|  |                                           |

|  | Caloenas nicobarica (holub nikobarský)                                                                                 |
|  | |
|  | \| \| † Pezophaps solitaria (dronte samotářský) \| \| \| \| \| \| † Raphus cucullatus (dronte mauricijský) \| \| \| \| |
|  | |
|  | † Pezophaps solitaria (dronte samotářský)                                                                              |
|  | |
|  | † Raphus cucullatus (dronte mauricijský)                                                                               |
|  | |

|  | † Pezophaps solitaria (dronte samotářský) |
|  |                                           |
|  | † Raphus cucullatus (dronte mauricijský)  |
|  |                                           |

|  | Caloenas nicobarica (holub nikobarský)                                                                                 |
|  | |
|  | \| \| † Pezophaps solitaria (dronte samotářský) \| \| \| \| \| \| † Raphus cucullatus (dronte mauricijský) \| \| \| \| |
|  | |
|  | † Pezophaps solitaria (dronte samotářský)                                                                              |
|  | |
|  | † Raphus cucullatus (dronte mauricijský)                                                                               |
|  | |

|  | † Pezophaps solitaria (dronte samotářský) |
|  |                                           |
|  | † Raphus cucullatus (dronte mauricijský)  |
|  |                                           |

|  | Caloenas nicobarica (holub nikobarský)                                                                                 |
|  | |
|  | \| \| † Pezophaps solitaria (dronte samotářský) \| \| \| \| \| \| † Raphus cucullatus (dronte mauricijský) \| \| \| \| |
|  | |
|  | † Pezophaps solitaria (dronte samotářský)                                                                              |
|  | |
|  | † Raphus cucullatus (dronte mauricijský)                                                                               |
|  | |

|  | † Pezophaps solitaria (dronte samotářský) |
|  |                                           |
|  | † Raphus cucullatus (dronte mauricijský)  |
|  |                                           |

|  | Caloenas nicobarica (holub nikobarský)                                                                                 |
|  | |
|  | \| \| † Pezophaps solitaria (dronte samotářský) \| \| \| \| \| \| † Raphus cucullatus (dronte mauricijský) \| \| \| \| |
|  | |
|  | † Pezophaps solitaria (dronte samotářský)                                                                              |
|  | |
|  | † Raphus cucullatus (dronte mauricijský)                                                                               |
|  | |

|  | † Pezophaps solitaria (dronte samotářský) |
|  |                                           |
|  | † Raphus cucullatus (dronte mauricijský)  |
|  |                                           |

|  | Caloenas nicobarica (holub nikobarský)                                                                                 |
|  | |
|  | \| \| † Pezophaps solitaria (dronte samotářský) \| \| \| \| \| \| † Raphus cucullatus (dronte mauricijský) \| \| \| \| |
|  | |
|  | † Pezophaps solitaria (dronte samotářský)                                                                              |
|  | |
|  | † Raphus cucullatus (dronte mauricijský)                                                                               |
|  | |

|  | † Pezophaps solitaria (dronte samotářský) |
|  |                                           |
|  | † Raphus cucullatus (dronte mauricijský)  |
|  |                                           |

|  | Caloenas nicobarica (holub nikobarský)                                                                                 |
|  | |
|  | \| \| † Pezophaps solitaria (dronte samotářský) \| \| \| \| \| \| † Raphus cucullatus (dronte mauricijský) \| \| \| \| |
|  | |
|  | † Pezophaps solitaria (dronte samotářský)                                                                              |
|  | |
|  | † Raphus cucullatus (dronte mauricijský)                                                                               |
|  | |

|  | † Pezophaps solitaria (dronte samotářský) |
|  |                                           |
|  | † Raphus cucullatus (dronte mauricijský)  |
|  |                                           |

|  | Caloenas nicobarica (holub nikobarský)                                                                                 |
|  | |
|  | \| \| † Pezophaps solitaria (dronte samotářský) \| \| \| \| \| \| † Raphus cucullatus (dronte mauricijský) \| \| \| \| |
|  | |
|  | † Pezophaps solitaria (dronte samotářský)                                                                              |
|  | |
|  | † Raphus cucullatus (dronte mauricijský)                                                                               |
|  | |

|  | † Pezophaps solitaria (dronte samotářský) |
|  |                                           |
|  | † Raphus cucullatus (dronte mauricijský)  |
|  |                                           |

|  | Caloenas nicobarica (holub nikobarský)                                                                                 |
|  | |
|  | \| \| † Pezophaps solitaria (dronte samotářský) \| \| \| \| \| \| † Raphus cucullatus (dronte mauricijský) \| \| \| \| |
|  | |
|  | † Pezophaps solitaria (dronte samotářský)                                                                              |
|  | |
|  | † Raphus cucullatus (dronte mauricijský)                                                                               |
|  | |

|  | † Pezophaps solitaria (dronte samotářský) |
|  |                                           |
|  | † Raphus cucullatus (dronte mauricijský)  |
|  |                                           |

|  | Caloenas nicobarica (holub nikobarský)                                                                                 |
|  | |
|  | \| \| † Pezophaps solitaria (dronte samotářský) \| \| \| \| \| \| † Raphus cucullatus (dronte mauricijský) \| \| \| \| |
|  | |
|  | † Pezophaps solitaria (dronte samotářský)                                                                              |
|  | |
|  | † Raphus cucullatus (dronte mauricijský)                                                                               |
|  | |

|  | † Pezophaps solitaria (dronte samotářský) |
|  |                                           |
|  | † Raphus cucullatus (dronte mauricijský)  |
|  |                                           |

|  | Caloenas nicobarica (holub nikobarský)                                                                                 |
|  | |
|  | \| \| † Pezophaps solitaria (dronte samotářský) \| \| \| \| \| \| † Raphus cucullatus (dronte mauricijský) \| \| \| \| |
|  | |
|  | † Pezophaps solitaria (dronte samotářský)                                                                              |
|  | |
|  | † Raphus cucullatus (dronte mauricijský)                                                                               |
|  | |

|  | † Pezophaps solitaria (dronte samotářský) |
|  |                                           |
|  | † Raphus cucullatus (dronte mauricijský)  |
|  |                                           |

|  | Caloenas nicobarica (holub nikobarský)                                                                                 |
|  | |
|  | \| \| † Pezophaps solitaria (dronte samotářský) \| \| \| \| \| \| † Raphus cucullatus (dronte mauricijský) \| \| \| \| |
|  | |
|  | † Pezophaps solitaria (dronte samotářský)                                                                              |
|  | |
|  | † Raphus cucullatus (dronte mauricijský)                                                                               |
|  | |

|  | † Pezophaps solitaria (dronte samotářský) |
|  |                                           |
|  | † Raphus cucullatus (dronte mauricijský)  |
|  |                                           |

|  | Caloenas nicobarica (holub nikobarský)                                                                                 |
|  | |
|  | \| \| † Pezophaps solitaria (dronte samotářský) \| \| \| \| \| \| † Raphus cucullatus (dronte mauricijský) \| \| \| \| |
|  | |
|  | † Pezophaps solitaria (dronte samotářský)                                                                              |
|  | |
|  | † Raphus cucullatus (dronte mauricijský)                                                                               |
|  | |

|  | † Pezophaps solitaria (dronte samotářský) |
|  |                                           |
|  | † Raphus cucullatus (dronte mauricijský)  |
|  |                                           |

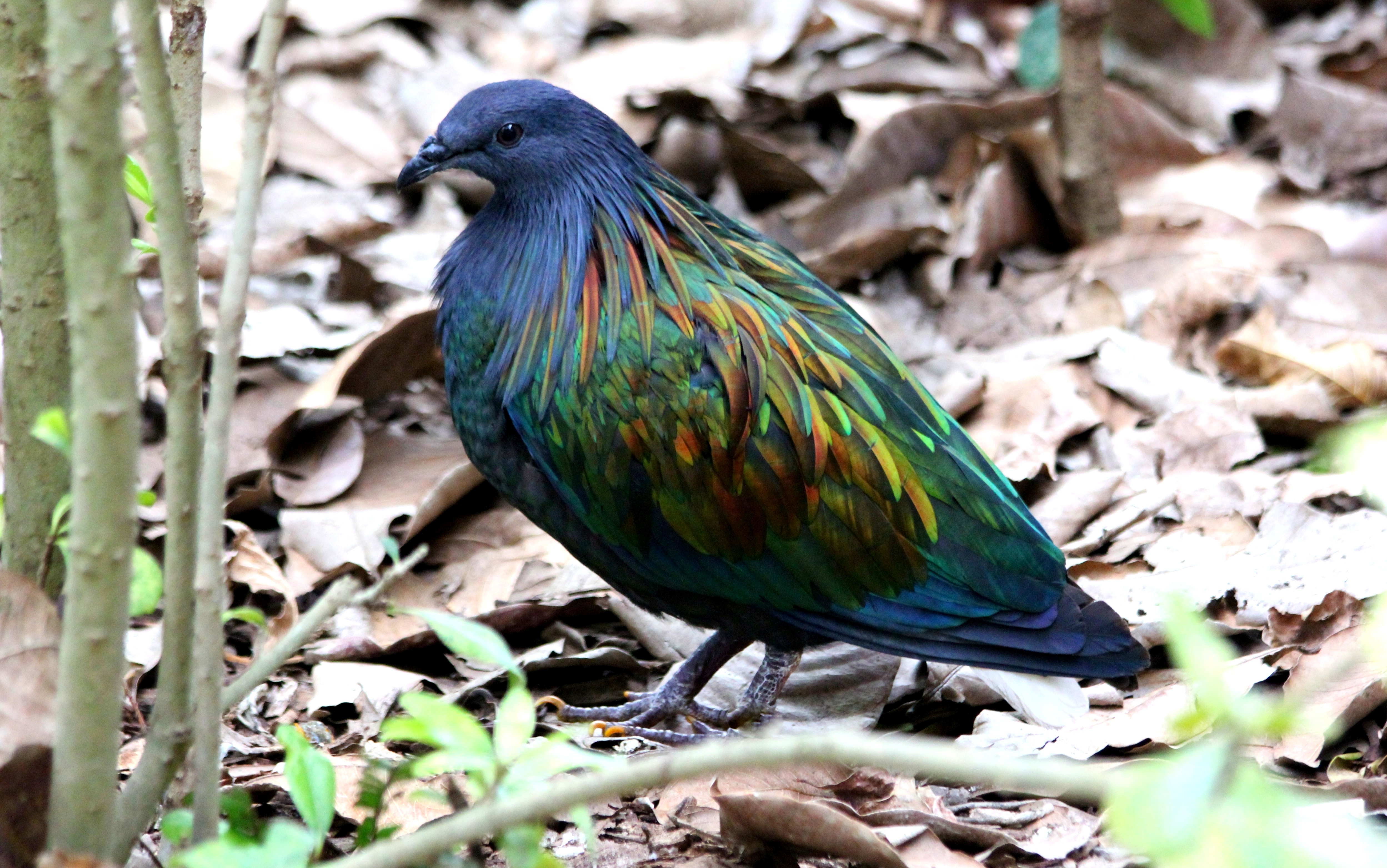
Holub nikobarský, nejbližší žijící příbuzný dronta

Podobný kladogram byl publikován roku 2007, avšak došlo ke změně umístění korunáče a holuba zejkozobého a na základně kladů byl umístěn holub horský (Otidiphaps nobilis) a holub břidlicový (Trugon terrestris). DNA dronta byla získána z oxfordského vzorku; protože je tento materiál už degradován a ze subfosilních pozůstatků (nedávno vzniklé zkameněliny, u kterých ještě nedošlo k plné fosilizaci, a stále tak obsahují organické složky) nešlo žádnou použitelnou DNA získat, je nutné výsledky ještě ověřit. Na základě podobnosti v chování a vzhledu navrhl Jolyon C. Parish, aby v souladu s genetickými analýzami byli dronte mauricijský a samotářský zařazeni spolu s korunáči a dalšími druhy do podčeledi Gourinae. Roku 2014 byla analyzována DNA jediného známého vzorku vyhynulého holuba kropenatého (Caloenas maculata). Podle výsledků šlo o příbuzného holuba nikobarského, čímž by byl příbuzný i s oběma druhy drontů.
Studie z roku 2002 ukázala, že poslední společný předek dronteho mauricijského a samotářského žil na přelomu paleogénu či neogénu před asi 23 miliony lety. Maskarénské ostrovy (Mauricius, Réunion a Rodrigues) jsou vulkanického původu a vznikly před více než 10 miliony lety. Předchůdci obou ptáků proto pravděpodobně ještě dlouhou dobu po odštěpení obou linií dovedli létat. Dle hypotézy se na Maskarény dostali ptáci „ostrovními skoky“ z jižní Asie. Nepřítomnost velkých býložravců, kteří by s novými druhy byli v kompetičním vztahu o potravu, dovolila drontemu mauricijskému a samotářskému vyrůst a stát se nelétavými ptáky. Navzdory odlišné stavbě těla, včetně větší lebky, měly oba tyto druhy stavbu kostry podobnou menším druhům holubů.
Další vyhynulý druh velkého nelétavého holuba, Natunaornis gigoura, pocházející z Fidži, byl popsán v roce 2001. Byl pouze o něco menší než dronte mauricijský a samotářský a pravděpodobně též příbuzný korunáčům.

### Etymologie

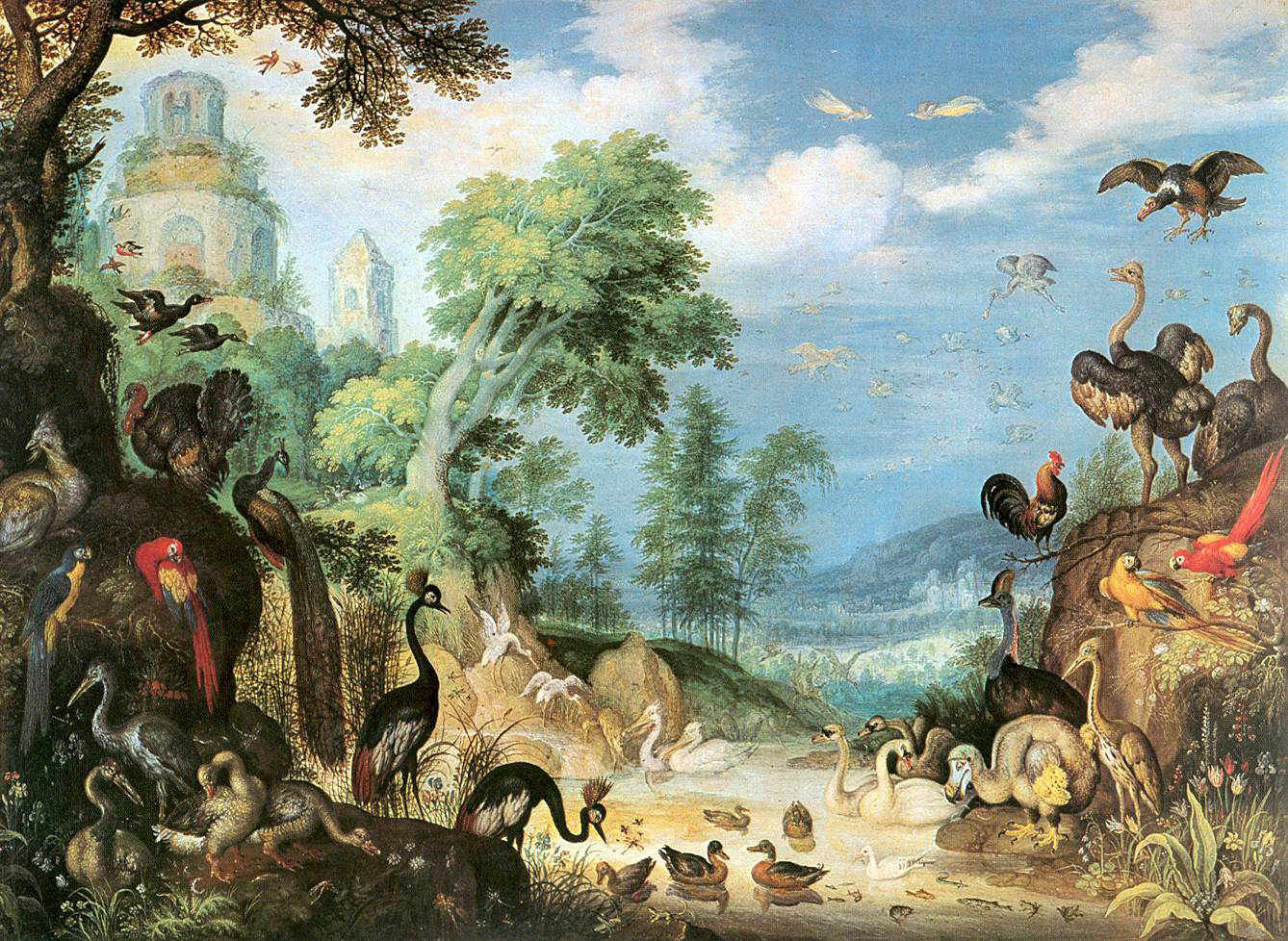
Saveryho malba Krajina s ptáky, dronte je vpravo dole

Jedno z prvních jmen pro doda byl nizozemský název Walghvogel, který byl poprvé použit v deníku viceadmirála Wybranda van Warwijcka během druhé nizozemské expedice do Indonésie (1598). Nizozemský název Walghe lze do češtiny přeložit jako „nechutný“ nebo „bez chuti“, vogel znamená „pták“. Z nizozemštiny jméno přešlo do němčiny jako Walchstök nebo Walchvögel. Původní nizozemská zpráva Waarachtige Beschryving byla ztracena, nicméně dochoval se její anglický překlad:
Po jejich levé ruce byl malý ostrov jménem Heemskirk a záliv samotný nazvali Warwick Bay… Tady zůstali 12 dní, aby se občerstvili, přičemž zde objevili velké množství ptáků dvakrát tak velkých jako labutě, které nazvali Walghstocks neboli Valiví ptáci, a ti představovali dobrý zdroj masa. Nicméně jakmile nalezli i mnoho holubů a papoušků, začali velkými Valivými ptáky pohrdat a nazývali je odpornými nebo nechutnými.

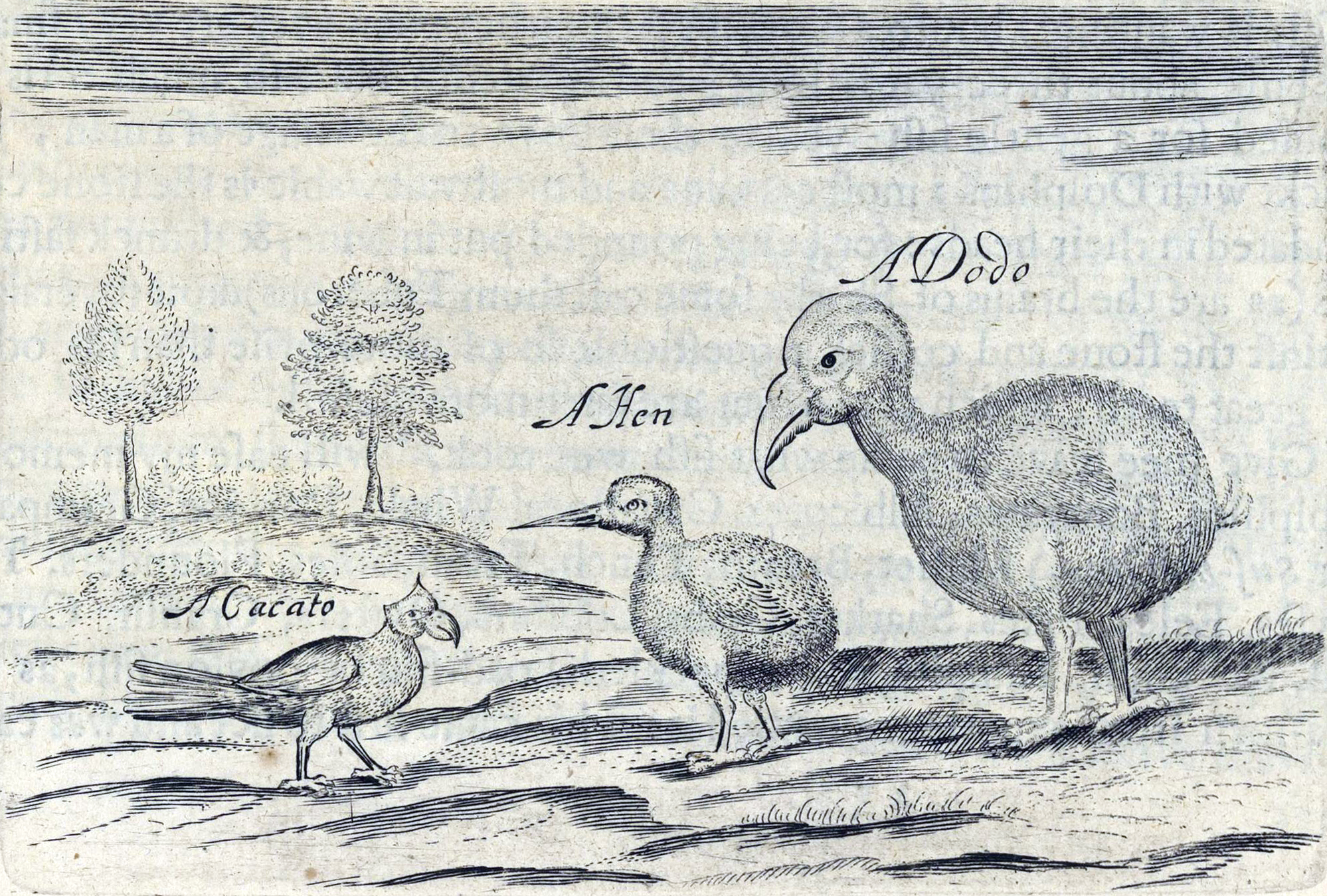
Náčrtek z roku 1634 od sira Thomase Herberta, zobrazen papoušek, chřástal a dronte

Posádka holandské lodi Gelderland se v roce 1602 zmiňovala o ptákovi jako o drontem (v překladu znamená „nafouklý, odulý“), a toto jméno se stále používá v některých jazycích včetně češtiny. Tato posádka dronta mauricijského označovala také jako griff-eendt a kermisgans.
Původ slova dodo není jasný. Může se jednat o odvozeninu nizozemského výrazu dodoor − „lenoch“. Pravděpodobnější je, že termín pochází z nizozemského dodaars. Význam tohoto slova lze přeložit jako „velká zadnice“ či „chomáč na zadnici“ (což by odkazovalo na chomáč peří na zadku drontů). První záznam o jménu dodaars pochází z deníku kapitána Willema Van West-Zanena z roku 1602. Anglický spisovatel Sir Thomas Herbert byl první, kdo název dodo uveřejnil, a sice ve svém cestopisu z roku 1634; dle něj je slovo portugalského původu. Společně se jménem dodo pronikl do angličtiny také název dodar, od jehož používání se nicméně od 18. století upustilo. Některé zdroje stále uvádějí, že název dodo pochází z portugalského doudo („hlupák, blázen“). Také bylo navrženo, že toto jméno vychází z volání ptáka, znějícího „dů, dů“.
Latinský přívlastek cucullatus (v překladu „s kapucí“) poprvé použil Španěl Juan Eusebio Nieremberg roku 1635, který dronteho zařadil jako labuť do rodu Cygnus. Švédský systematik Carl Linné ve svém díle „Systema naturae“ zvolil cucullatus coby odborné druhové jméno. Ptáka poté popsal jako Struthio cucullatus, tedy jako zástupce pštrosů. Teprve francouzský zoolog Mathurin Jacques Brisson vytvořil roku 1760 pro dronteho nový rod Raphus, kam je v současnosti řazen coby Raphus cucullatus. Linné ještě roku 1766 vytvořil pro dronteho binomické jméno Didus ineptus. V překladu toto jméno znamenalo „nejapný dodo“ (viz i český alternativní název blboun nejapný). V souladu s pravidly nomenklatury se stalo toto novější jméno vědeckým synonymem.

## Popis

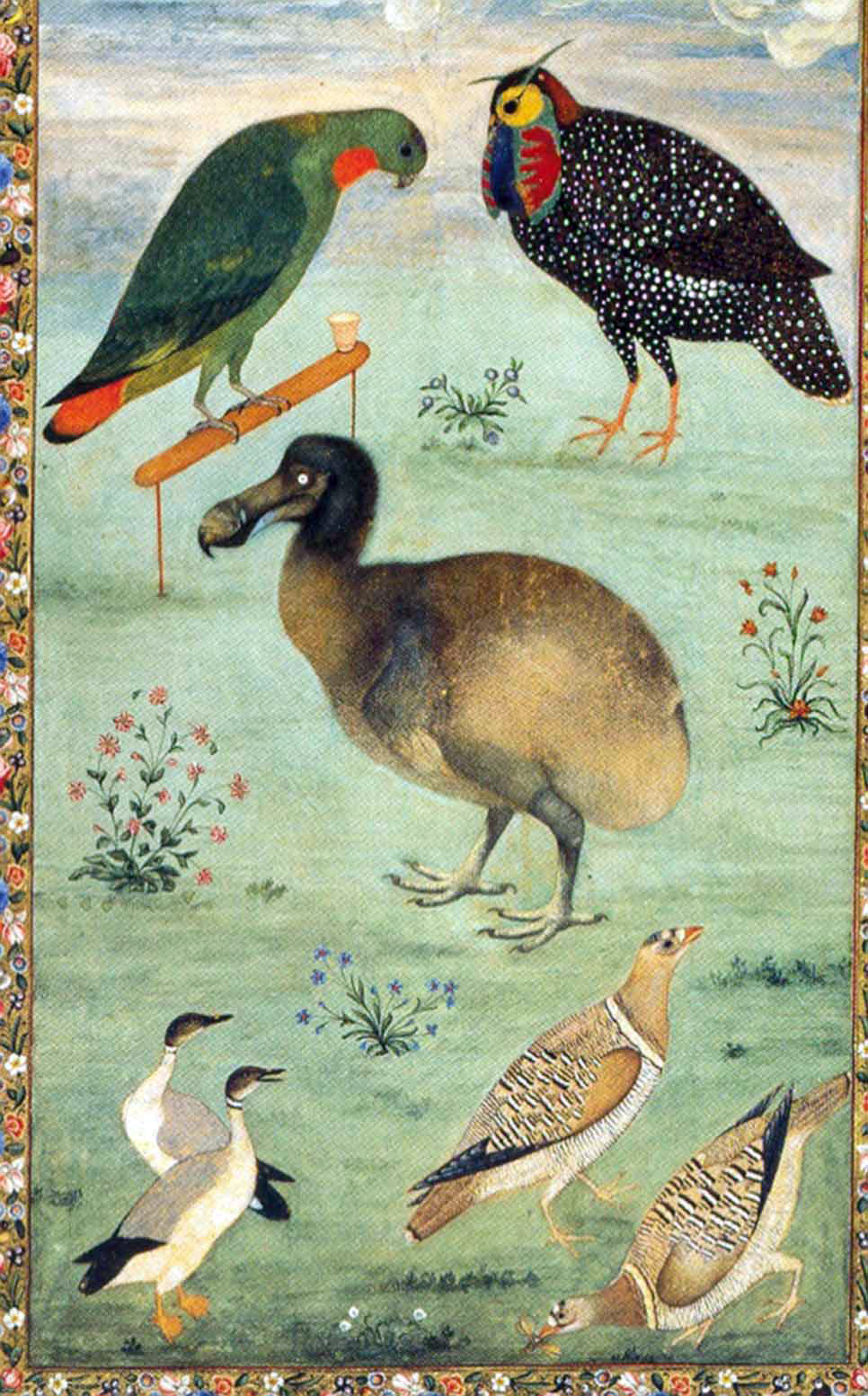
Mansurova malba, na níž je vyobrazen i dronte mauricijský

Vzhledem k tomu, že se nedochovaly žádné kompletní exempláře dronta mauricijského, je těžké určit skutečnou podobu živého ptáka. Primární zdroje popisující jeho vnější vzhled pocházejí pouze z doby mezi objevením a vyhynutím ptáka, tedy mezi lety 1598 a 1662. Podle většiny těchto záznamů měl dodo šedé nebo hnědé peří se světlejšími ručními letkami a chomáč kudrnatého světle zbarveného peří na zadním konci těla. Hlava byla šedá a neopeřená, zobák byl zobrazován jako zelený, černý nebo žlutý a končetiny měl dronte statně stavěné, nažloutlé barvy, s černými pařáty.

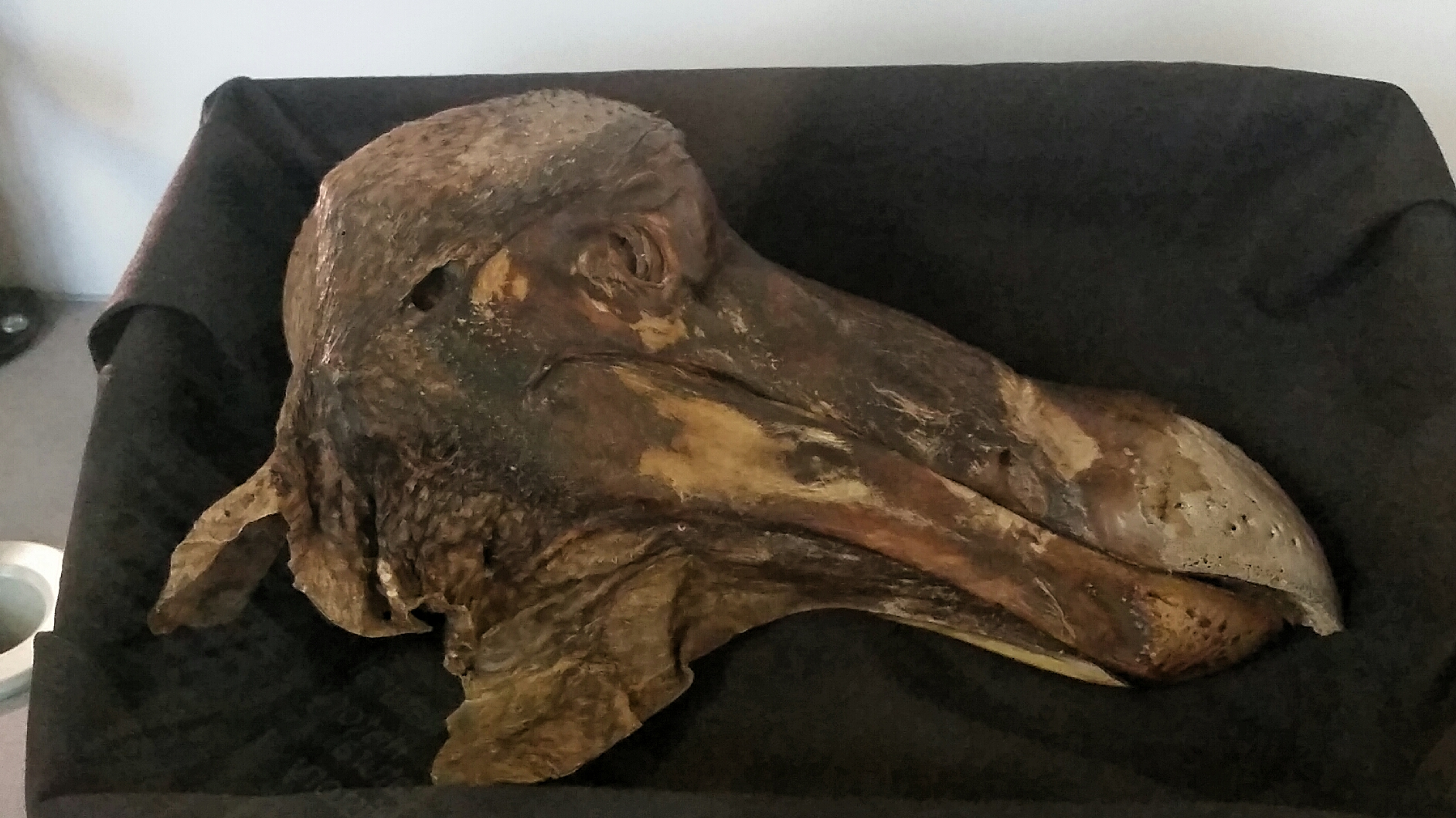
Záběr na pravou polovinu lebky oxfordského vzorku

Na základě subfosilních pozůstatků, které byly dovezeny do Evropy během 17. století, vyšlo najevo, že dronteové byli dosti velkými ptáky, s výškou až 1 metr. Vyvinul se u nich pohlavní dimorfismus; samci dosahovali větší velikosti než samice a navíc měli delší zobáky. Odhady hmotnosti se mezi jednotlivými studiemi liší. Roku 1993 Bradley C. Livezey ve své studii usoudil, že samci vážili 21 kg a samice 17 kg. Andrew C. Kitchener ve své studii z roku 1993 soudil, že vysoké soudobé odhady hmotnosti dodů jsou založené na překrmených jedincích chovaných v Evropě v zajetí. Dle něj by ptáci ve volné přírodě vážili 10,6 až 17,5 kg, avšak vykrmení jedinci mohli vážit 21,7 až 27,8 kg. Další studie (Angst & kol., 2011) odhadla průměrnou hmotnost dronta na 10,2 kg. Ta byla také zpochybněna a ohledně hmotnosti i nadále probíhají spory. Studie z roku 2016 na základě výpočetní tomografie odhadla váhu na 10,6 až 14,3 kg. Také bylo navrženo, že hmotnost závisela na sezóně. V chladných obdobích roku prý byli dodové těžší.
Lebka dronta se značně lišila od lebek jiných holubů. Byla robustnější, se zahnutou špičkou zobáku, a ve srovnání s čelistmi byla krátká: horní část zobáku dosahovala téměř dvojnásobné velikosti než lebka. Lebka byla, s výjimkou zobáku, širší než delší, čelní kosti tvořily kupoli s nejvyšším bodem nad zadní částí očnic. Vzadu se lebka svažovala dolů. Většinu zadní části lebky zabíraly očnice. Sklerotikální prstence uvnitř oka tvořilo jedenáct malých kostí, podobně jako u jiných druhů holubů. Dolní čelist byla mírně zakřivená a každá její polovina měla jediný otvor (fenestru), opět podobně jako u jiných holubů.
Dronte měl asi devatenáct krčních a hrudních obratlů, šestnáct bederních a křížových obratlů, šest ocasních obratlů a pygostyl (srostlé koncové ocasní obratle). Krk měl dobře vyvinuté oblasti pro upevnění svalů a vazů, pravděpodobně pro podporu těžké lebky a zobáku. Na každé straně měl šest žeber. Vyvinula se velká hrudní kost (sternum), ve srovnání s jinými druhy holubů však byla v poměru k velikosti těla menší, protože dronte neuměl létat. Hrudní kost byla pneumatická, široká a relativně tlustá v průřezu. Pletenec horních končetin, lopatky a křídelní kosti byly ve srovnání s létajícími druhy holubů redukovány.

### Dobový popis

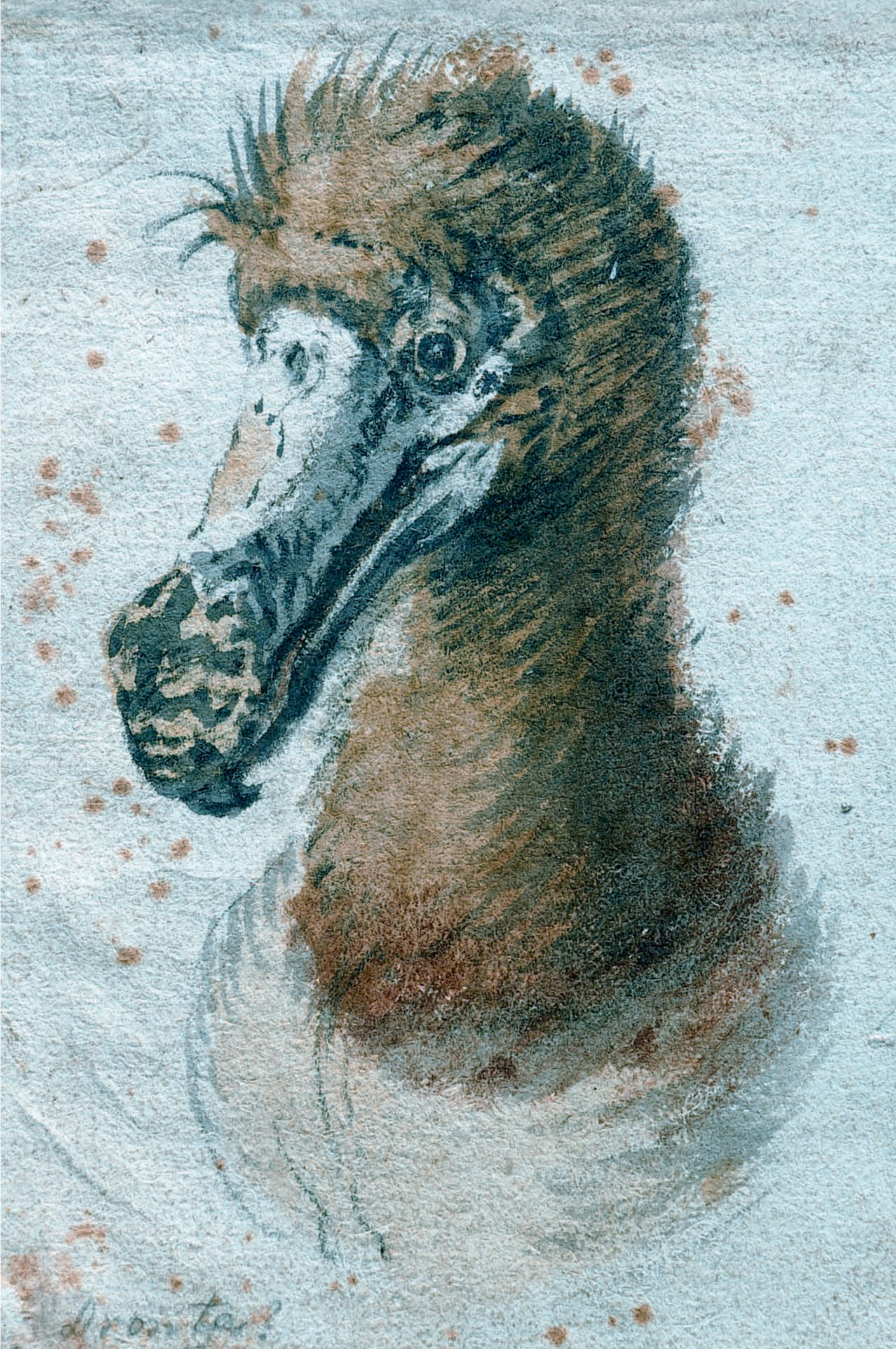
Poslední známá dobová malba dronta z roku 1638, Cornelis Saftleven

Většina dobových popisů dronta se nachází v lodních záznamech a denících lodí nizozemské Východoindické společnosti, které kotvily u pobřeží ostrova. Tyto záznamy byly využívány coby průvodce pro jiné plavby. Jen několik záznamů dronta je založených na vlastních pozorováních, většina z nich částečně opisuje dřívější zprávy. Žádná ze zpráv nebyla napsána vědcem. Jeden z nejčasnějších záznamů o drontem z deníku námořníka van Warwijcka z roku 1598 zní:
Jsou zde velmi početní modří papoušci, stejně jako ostatní ptáci; mezi nimi jsou ptáci nápadní pro svou velikost, větší než naše labutě, s obrovskou hlavou pokrytou pouze z poloviny peřím, jako by měli oblečenou kapuci. Tito ptáci nemají křídla, na jejich místě vyčnívají 3 nebo 4 pera. Ocas se skládá z několika měkkých ohnutých per, která jsou popelavě zbarvená. Nazvali jsme je Walghvogel, protože čím déle a častěji byli vařeni, tím se maso stávalo tužší a mdlejší chuti. Nicméně jejich břicho a prsa měly celkem příjemnou chuť a daly se snadno žvýkat.

Jeden z nejpodrobnějších popisů zanechal sir Thomas Herbert v knize „A Relation of Some Yeares Travaille into Afrique and the Greater Asia“ (1634).
Dodo může být pro svůj vzhled a kurióznost považován za protiklad fénixe: jeho tělo je kulaté a tlusté, jen málokdy váží méně než 50 liber. Je považován spíše za podivnost než za jídlo, tlusťoši by je možná jedli, ale pro jemné jazýčky jsou odporní a nevýživní. Jeho vzhled vyzařuje smutek, jako selhání rozumu Přírody, když vytvořila tak velké tělo doplněné tak malými a nemohoucími křídly, že slouží jen k tomu, aby ukázala, že jde o ptáka. Polovina hlavy je nahá a zdá se pokryta jemným chmýřím, zobák je zkroucen dolů, uprostřed jsou nozdry a od nich do konce je zbarven světle zeleně s bledě žlutým odstínem. Oči jsou malé a kulaté a vypadají jako diamanty. Tělo je pokryto prachovým peřím, ocas tvoří tři neúměrně malá pera, končetiny odpovídají tělu. Jeho drápy jsou ostré, má velkou chuť k jídlu, polyká i kameny nebo železo.

### Dobové zobrazení

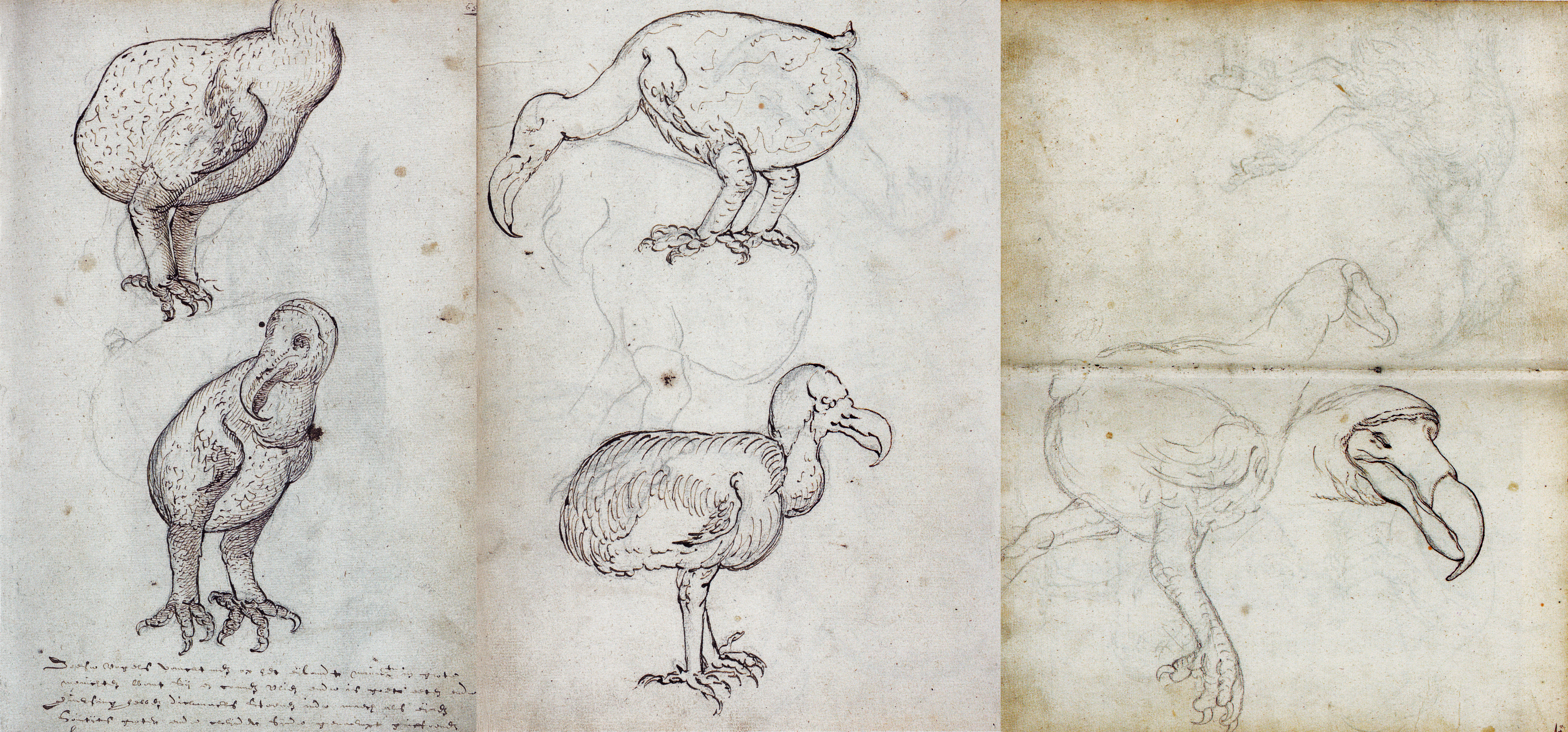
Kompilace kreseb z deníku lodi Gelderland

Lodní deník holandské lodi Gelderland z let 1601 až 1603, znovuobjevený v 60. letech 20. století, obsahuje jediné známé náčrtky živých anebo čerstvě zabitých drontů vytvořené přímo na Mauriciu. Jsou přisuzovány profesionálnímu kreslíři Jorisovi Joostenszovi Laerlovi, který kreslil i jiné v současnosti vyhynulé ptáky, a ještě jednomu méně dovednému umělci. Kromě těchto několika náčrtků není známo, kolik z asi dvaceti kreseb ze 17. století je založeno na živých nebo vycpaných kusech, což ovlivňuje jejich spolehlivost.
Všechny kresby po roce 1638, kdy se pták stal vzácnější, se zdají být založené na dřívějších obrázcích. Rozdíly v kresbách různých malířů, jako byl Anthonie Cornelis Oudemans a Masaudži Hačisuka, vedly k spekulování o pohlavním dimorfismu, ontogenetických změnách a dokonce o existenci několika různých druhů, ale tyto teorie již nejsou přijímány. Vzhledem k tomu, že se detaily, jako zbarvení zobáku a peří či podoba ocasního peří, liší od popisu k popisu, není možné spolehlivě určit přesný vzhled. Odborník na dronta Julian Hume poukázal na to, že nozdry živého dronta by měly tvar malých štěrbin, podobně jako na kresbách z lodi Gelderland či na obrazu nizozemského malíře Cornelia Saftlevena nebo mughalského umělce Ustada Mansura, a jako vzor v tomto případě tedy pravděpodobně posloužily živé exempláře. Naopak obrazy se zřetelnými nozdrami byly pravděpodobně namalovány na základě vycpanin. Na většině kreseb je dronte znázorněn s roztaženými křídly jako u ptáků běžců (pštros, kivi).

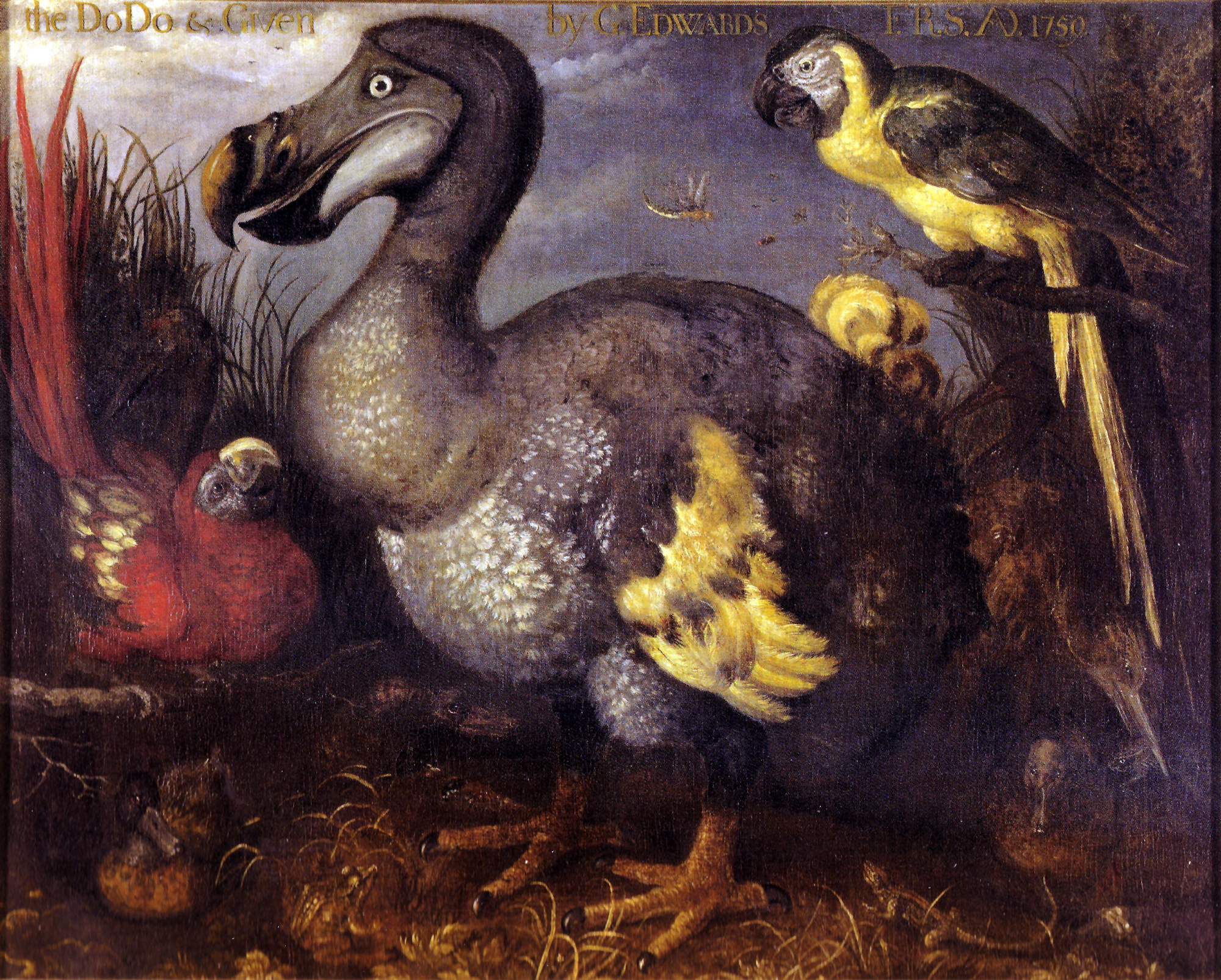
Proslulá malba Edwardsův dodo

Tradiční pojetí představuje dronta jako velmi tlustého neohrabaného ptáka, ale tento názor může být přehnaný. Mnoho starých evropských obrazů tohoto ptáka bylo založeno na vykrmených jedincích v zajetí nebo na vycpaných exemplářích. Některé teorie též hovoří o tom, že tyto obrazy představují dronta s načepýřeným peřím. Nejčastějším ilustrátorem doda byl nizozemský malíř Roelandt Savery, vytvořil nejméně deset kreseb tohoto ptáka. Jeho slavný obraz z roku 1626, který je v současnosti nazýván Edwardsův dodo (protože jej kdysi vlastnil ornitolog George Edwards), se od té doby stal typickým obrazem dronta a byl zdrojem řady dalších ilustrací. Dnes je ve sbírce Přírodopisného muzea v Londýně.
Indická malba z dob Mughalské říše, znovuobjevená v Petrohradě v 50. letech 20. století, představuje dronta společně s jinými indickými druhy ptáků. Je na ní zobrazen štíhlejší nahnědlý pták a objevitel této kresby A. Ivanov ji společně s Humem považuje za jedno z nejpřesnějších zobrazení živého dronta; okolní ptáci jsou jasně identifikovatelní a v reálných barvách. Malba pochází z období kolem roku 1630 a za jejího autora je považován mughalský dvorní malíř Ustad Mansur. Je založena na živém exempláři ze zvěřince císaře Džahángíra, který se nacházel v Súratu. Anglický cestovatel Peter Mundy tvrdil, že zde viděl dva dody někdy mezi léty 1628 až 1633. Další indická ilustrace ptáka byla objevena roku 2014, ale nakonec bylo zjištěno, že je odvozena z německé ilustrace z roku 1836.

## Výskyt a ekologie

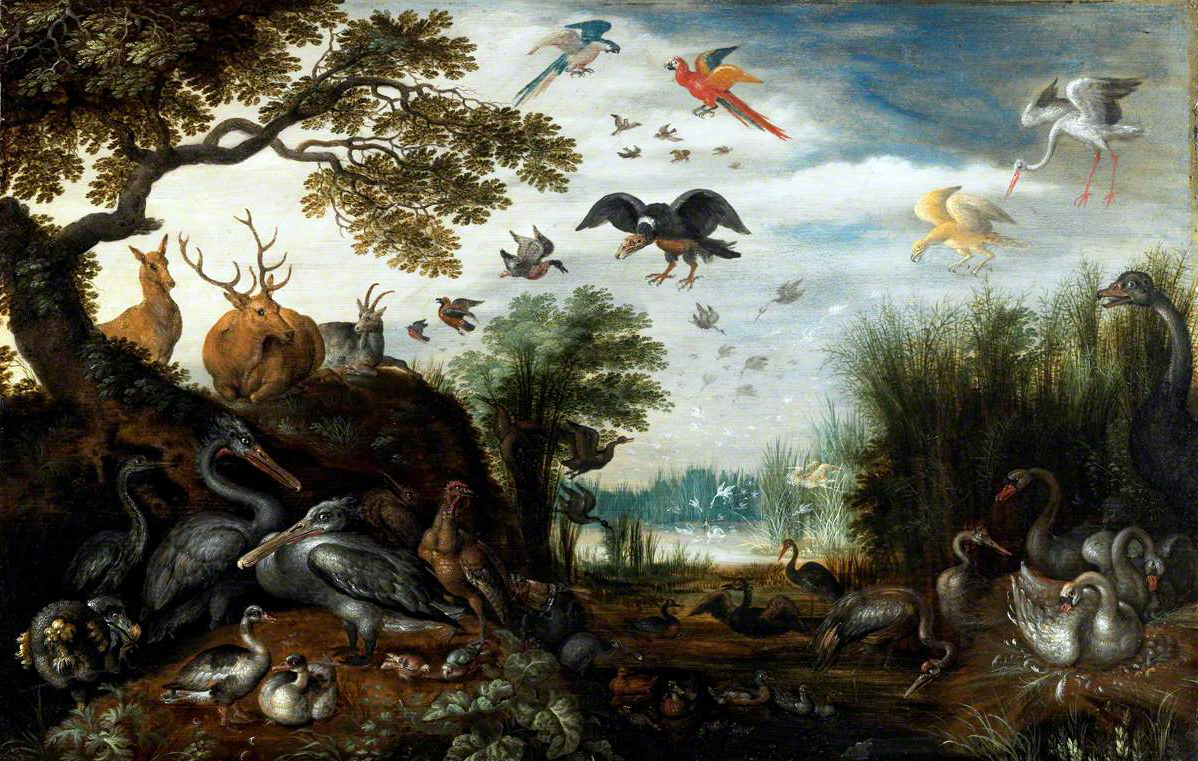
Saveryho malba z roku 1626, dronte je v levém dolním rohu

O chování dronta mauricijského je známo pouze málo, neboť většina dobových popisů byla velmi krátká. Podle studia končetin se zdá, že se jednalo o celkem schopného běžce. Končetiny byly robustní a silné, aby unesly tak mohutného ptáka. Svého nositele učinily v hustých lesích (než do nich zasáhli lidé) ostrova asi dosti agilním. Krátká křídla drontovi neumožňovala let, avšak možná mohla být využívána pro předvádění nebo mohla ptákovi pomoci udržovat rovnováhu; některé současné žijící druhy holubů křídla někdy využívají pro stejné účely. Příbuzný dronte samotářský využíval svá křídla také jako zbraň. Přestože se jednalo o nejbližší známé příbuzné, neexistují žádné důkazy, že by i dronte mauricijský využíval křídla tímto způsobem. Byly sice objeveny kosti s vyléčenými frakturami, ve srovnání s drontem samotářským však byla křídla kratší a méně osvalená. Namísto nich mohl dodo využívat jako zbraň svůj velký zobák. Vzhledem k tomu, že Mauricius je bohatší na srážky a má méně sezónních výkyvů než Rodrigues, potrava zde zřejmě byla dostupnější, a z tohoto důvodu by měl dronte mauricijský mít méně důvodů k agresivnímu chování. Naopak odlišné podmínky na Rodriguesu vedou k závěru, že dronte samotářský se pravděpodobně choval agresivněji.

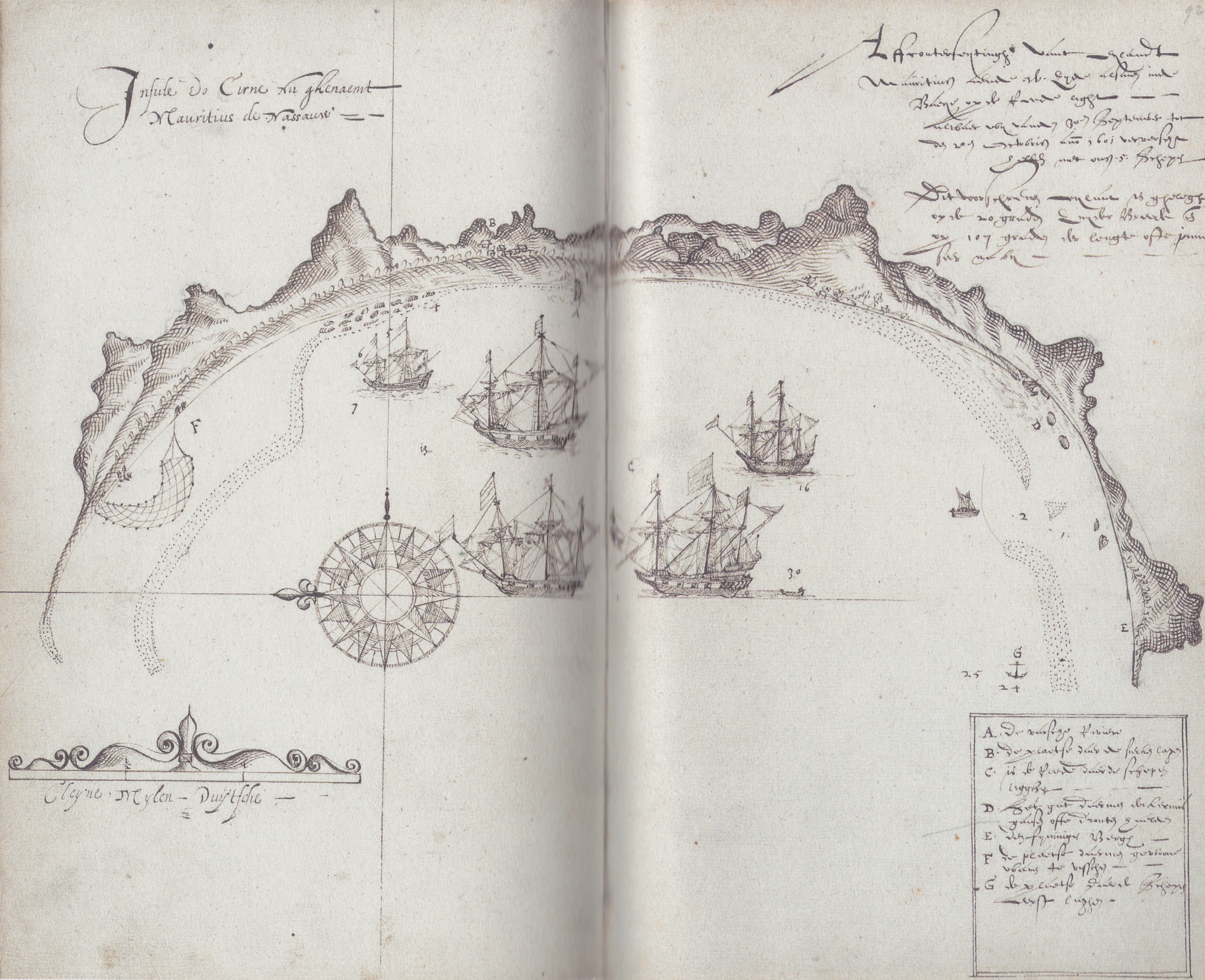
Mapa zálivu na Mauriciu (1601); malé D na pravé straně označuje, kde byly nalezeny dronteové

Dronte mauricijský žil na ostrově Mauricius východně od Madagaskaru. Preferovaný biotop tohoto ptáka není znám, ale dle starých zpráv se vyskytoval v suchých pobřežních zalesněných oblastech na jihu a západě ostrova. Tento názor podporuje řada subfosilních pozůstatků vyzdvihnutých z bažiny Mare aux Songes nedaleko od moře na jihovýchodě ostrova. Takto omezený areál rozšíření na ostrově mohl přispět k zániku ptáka. Mapa z roku 1601 z deníku lodi Gelderland pak zobrazuje ostrůvek blízko Mauricia, na němž prý námořníci chytili dronty. Paleontolog Julien Hume si myslí, že se jednalo o ostrov l'île aux Benitiers v zálivu Tamarin při západním pobřeží Mauricia. Některé subfosilní pozůstatky pocházejí také z horských oblastí, a je tedy pravděpodobné, že se pták vyskytoval i zde. Na základě prací v bažinách Mare aux Songes vyšlo najevo, že stanoviště doda bylo tvořeno stromy Sideroxylon grandiflorum, pandány a endemitními druhy palem.
Po příchodu lidí na Mauricius vyhynula řada původních tvorů, celý ekosystém ostrova je značně poškozen. Před příchodem lidí byl ostrov zcela porostlý lesy, nicméně kvůli odlesňování z nich zůstalo pouze několik zbytků. Přežívající endemitní fauna je stále vážně ohrožena. Dronte mauricijský žil vedle jiných v novověku vyhynulých ptáků, jako byli chřástal rezavý (Aphanapteryx bonasia), holub lesní (Alectroenas nitidissima), papoušek širokozobý (Lophopsittacus mauritianus), papoušek Bensonův (Psittacula bensoni), sovka Sauzierova (Mascarenotus sauzieri), lyska mauricijská (Fulica newtonii) nebo kachna mauricijská (Anas theodori). Žily zde také některé druhy želv, na Mauriciu a Réunionu se vyskytoval kaloň maskarénský (Pteropus subniger) a hlemýžď Tropidophora carinata, oba druhy rovněž vyhynuly. Zanikly též rostliny jako polouš Casearia tinifolia či orchidej Angraecum palmiforme.

### Potrava

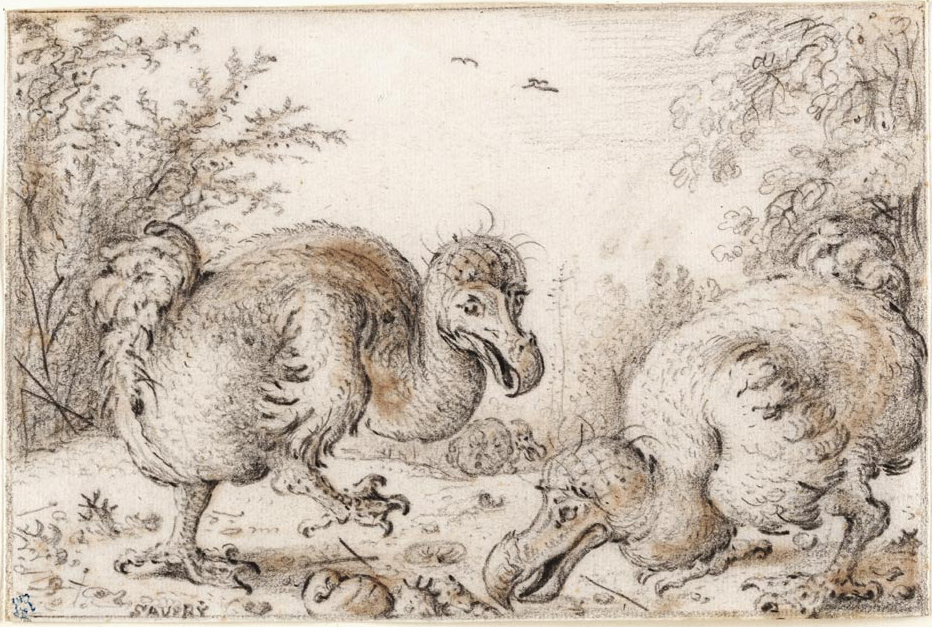
Saveryho kresba tří drontů, namalováno okolo roku 1626

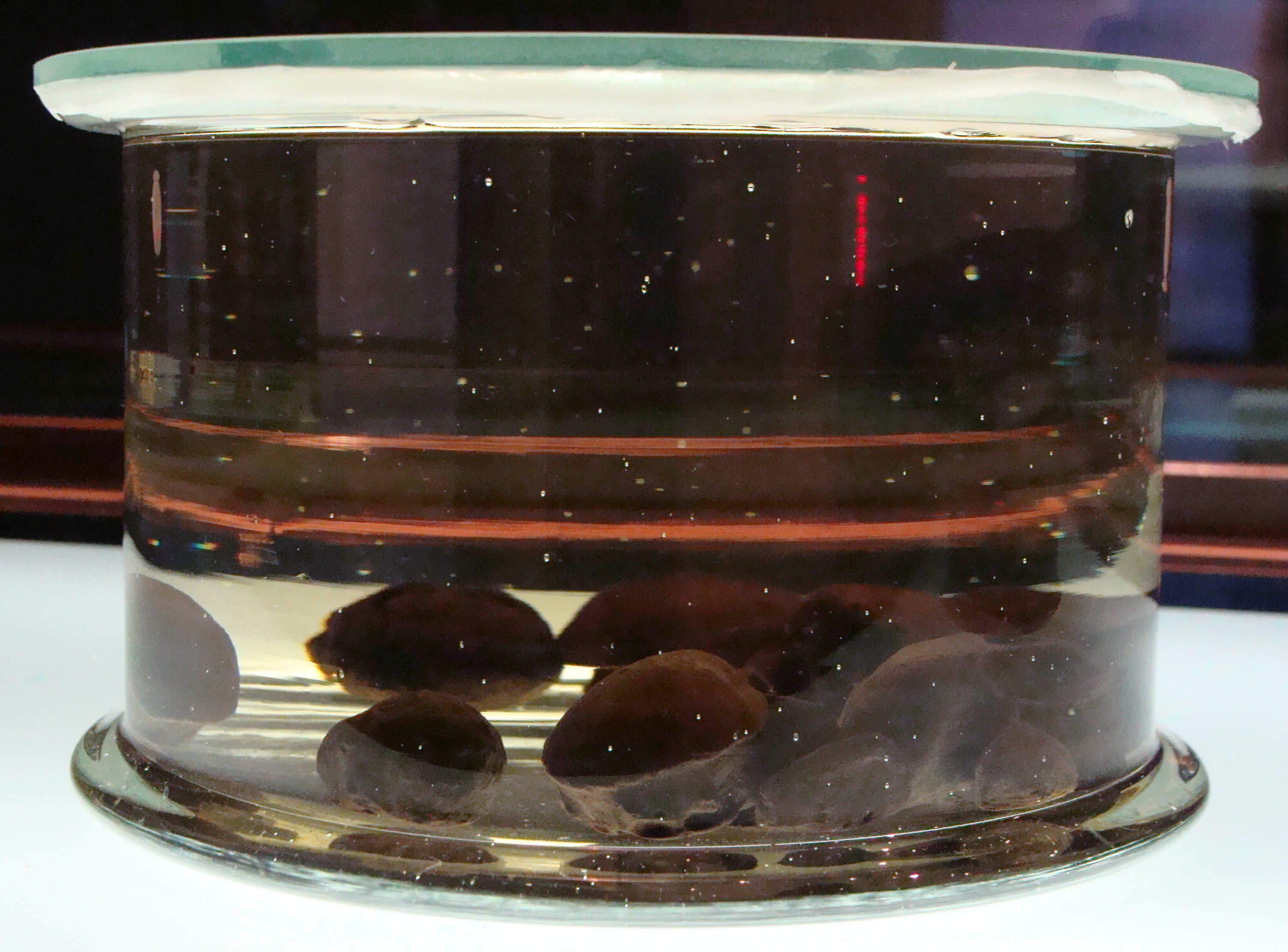
Semena Sideroxylon grandiflorum

Holandský dopis z roku 1631, znovuobjevený teprve roku 2017, poskytuje jediné svědectví o drontově stravě. Také se zmiňuje o tom, že pták využíval svůj zobák k obraně před nepřáteli. Dokument používá k popisu zvířete slovní hříčky, přičemž dronte představuje zřejmě alegorii pro bohaté starosty.
Starostové jsou skvostní a hrdí. Prezentují se neústupností, přísným pohledem a široce otevřenými ústy, bezstarostnou a neohroženou chůzí. Nechtěli před námi ustoupit; jejich zbraní byl zobák, se kterým mohli zuřivě klovnout. Živili se syrovým ovocem. Nebyli příliš dobře oblečení, ale byli bohatí a tlustí, proto jsme jich mnoho k naší spokojenosti přinesli na palubu.

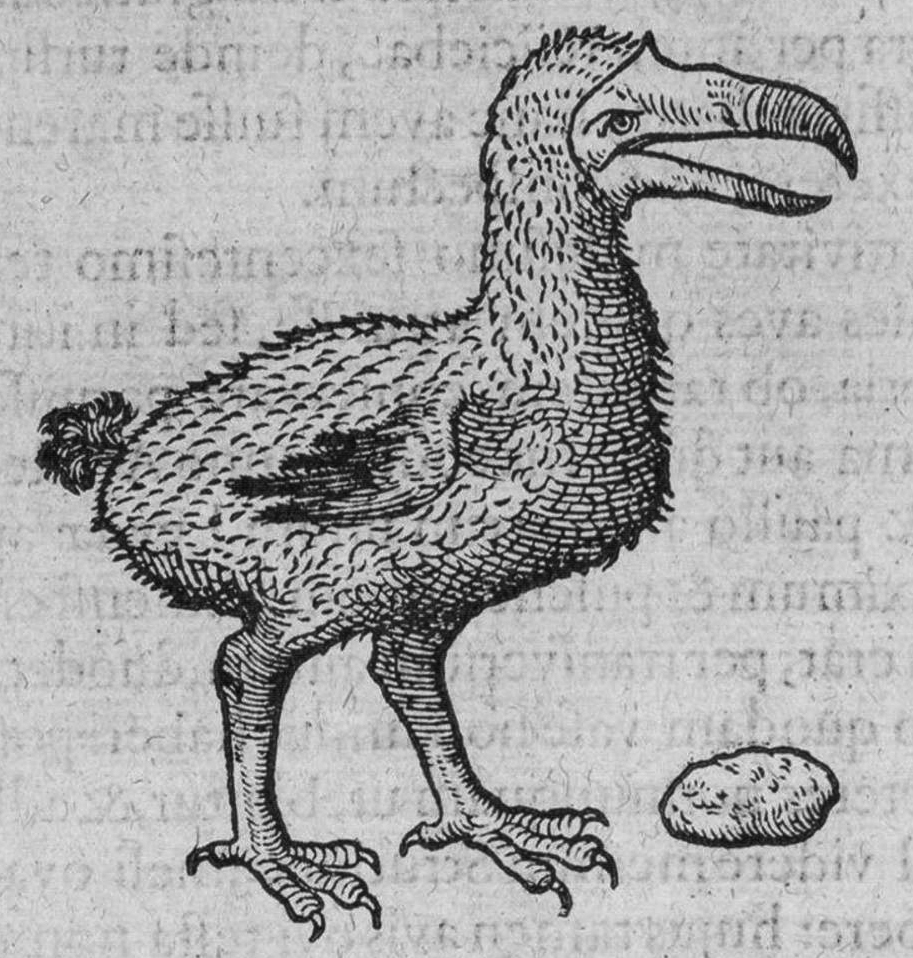
Dronte a gastrolit, Carolus Clusius 1605

Kromě spadaného ovoce dodo pravděpodobně žral také ořechy, semena, cibule rostlin nebo kořínky. Podobně jako korunáči se také mohl živit kraby a drobnými druhy korýšů a měkkýšů. Jednalo se zcela jistě o všežravce, protože během dlouhých námořních cest námořníci odchycené dronty krmili širokou škálou potravy. Na Mauriciu se střídá suché a vlhké období. Je možné, že se dronte před začátkem období sucha hojně krmil na zralých plodech, aby tak lépe přežil suchou sezonu, kdy byl potravin nedostatek; dobové zprávy popisují nenasytnost těchto ptáků. Mauricijský ornitolog France Staub navrhl, že se dodo živil hlavně plody palem, a podle toho odhadoval, že dodové se vykrmovali hlavně v období, kdy palmy plodily.
Kostní prvky horní čelisti byly vzájemně pohyblivé, což muselo ovlivnit stravovací návyky tohoto ptáka. U současných holubů živících se ovocem pomáhá pohyblivá mezičelist ke konzumaci velkých plodů. Zobák dronta také vykazuje odolnost vůči vysokému tlaku, což naznačuje, že se živil i tvrdými potravinami. Roku 2016 byl vytvořen první 3D model obsahu lebky doda. Mozek se podobal mozku ostatních holubů, ale vyvinul se celkem velký čichový bulbus. Dodo měl tedy poměrně dobrý čich, což mu možná pomáhalo v hledání potravy.
Několik dobových popisů hovoří o tom, že dodo konzumoval gastrolity, žaludeční kameny, které podporovaly trávení. Anglický spisovatel Hamon L'Estrange se setkal se živým ptákem chovaným v Evropě a ve svém popisu se o gastrolitech zmiňuje.
Informace o krmení mláďat se do současnosti nedochovaly, žijící druhy holubů ale krmí mláďata vyvrhováním takzvaného „holubího mléka“ (o mléko v pravém slova smyslu nicméně nejde). Tato látka bohatá na bílkoviny vzniká z buněk epitelu ve voleti holubů. Vzhledem k tomu, že dle dobových kreseb měl dronte vyvinuté vole, mohl si v něm uschovávat potravu a sloužilo asi též k produkci „holubího mléka“.
V 70. letech 20. století se stal na Mauriciu vzácným endemitní druh stromu Sideroxylon grandiflorum. Údajně prý zbývalo pouze třináct exemplářů této dřeviny, jejichž stáří bylo odhadnuto na 300 let. Podle hypotézy amerického ekologa Stanleyho Templa strom závisel na drontem mauricijském, který žral jeho semena. Ta jsou prý natolik odolná, že byla schopna vyklíčit pouze tehdy, pokud je dronte natrávil ve svém žaludku. Tvrdil tak, že tento strom, známý též jako tambalacoque, kvůli zmizení doda též stojí před vyhynutím. Temple nicméně přehlédl zprávy ze 40. let 20. století, kdy se zjistilo, že semena vyklíčila (ačkoli jen zřídka), aniž by prošla zažívacím traktem. Jiní vědci později Templovu teorii zpochybnili. Dle nich byl pokles populace stromu přehnaný a semena rozšiřovali i jiní vyhynulí živočichové, jako některé druhy želv, kaloňů nebo papoušků. Wendy Strahma a Anthony Cheke, dva odborníci na ekologii Maskarén, také tyto katastrofické závěry zpochybnili: podle nich strom, i když je vzácný, již od zániku dronta několikrát vyklíčil; počet exemplářů odhadli na několik set, ne na pouhých třináct, jak tvrdil Temple.

### Rozmnožování

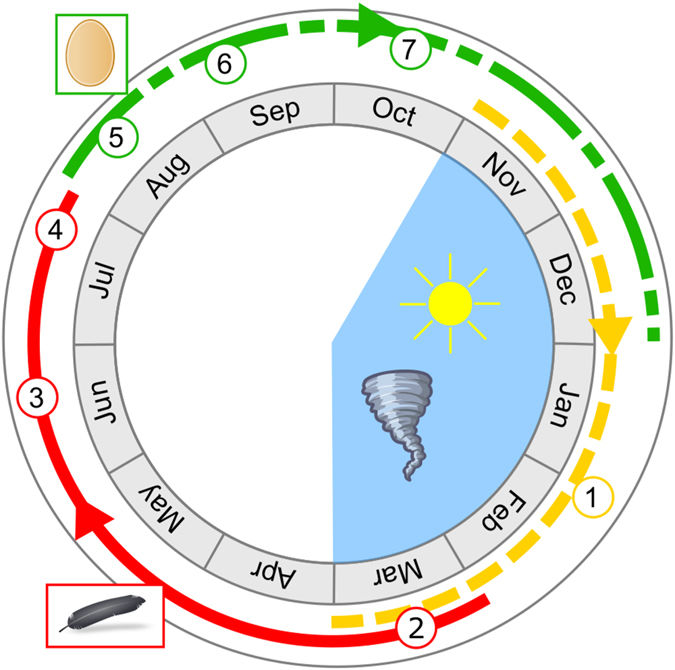
Rekonstrukce rozmnožovacího cyklu dronta, modře vyznačená část znázorňuje léto na jižní polokouli

Vzhledem k tomu, že se jednalo o nelétavého ptáka žijícího na zemi a na Mauriciu nežili žádní savci ani jiní přirození nepřátelé, dronte pravděpodobně hnízdil na zemi. Jediný popis vajec a volání drontů pochází z roku 1651 od Françoise Caucheho:

Na Mauriciu jsem viděl ptáky větší než labuť, kteří mají tělo pokryté pouze prachovým peřím. Zadní část těla je kulatá a zadnice ozdobena zkroucenými pery. Jejich počet závisí na věku ptáka. Namísto křídel mají peří podobného vzhledu jako to předchozí, černé a zakroucené. Nemají jazyk, zobák je velký, trochu zahnutý dolů; nohy jsou dlouhé, šupinaté, s pouhými třemi prsty na každé noze. Ozývá se podobně jako kachnovití, ale v žádném případě nemá chuť jako plameňáci a kachny, o kterých jsme právě mluvili. Kladou pouze jedno bílé vejce o velikosti tubičky půlpencí, vedle něhož umisťují bílý kámen o velikosti slepičího vejce. Vejce kladou na trávu, kterou sesbírají, a hnízda si dělají v lese. Když zabijete mladého jedince, v jeho žaludku se nachází šedý kámen. Říkáme jim Oiseaux de Nazaret (Slepice z Nazaretu). Jejich tuk je vynikající na uvolnění svalstva a nervů.

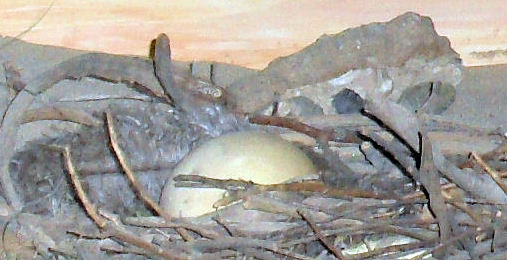
Rekonstrukce hnízda dronta s vejci

Caucheův záznam je nicméně problematický, neboť pták zde popisovaný na rozdíl od dronta neměl jazyk a lišil se počet prstů. To vedlo k názoru, že Cauche popsal nový druh dronta (Didus nazarenus), ale je pravděpodobné, že Cauche smíchal popis dronta s kasuárem. Jediná další možná zmínka o nedospělém drontovi pochází z roku 1617, kdy byl na palubu jedné lodi vzat pták popisovaný jako „mladý pštros“. V muzeu v jihoafrickém městě East London („Východní Londýn“) je uloženo údajné vejce dronta mauricijského, které poskytla úřednice muzea Marjorie Courtenay-Latimerová. Vejce daroval její rodině jistý kapitán, který tvrdil, že jej nalezl v mauricijských bažinách. Roku 2010 navrhli kurátoři muzea analýzu DNA za účelem prokázání jeho pravosti.
Vzhledem k tomu, že dodo zřejmě kladl jen jedno vejce, je možné, že se jednalo o K-stratéga, což znamená, že měl jen malé množství potomků, o které se rodiče pečlivě starali až do dospělosti. Některé indicie, jako velké rozměry, naznačují, že tento pták měl možná prodloužené období vývoje. V bažinách Mare aux Songes nebyly nalezeny žádné nedospělé exempláře; to by mohlo znamenat, že dodové produkovali jen málo potomků, kteří pak rychle dospívali.
Na základě histologické studie kostí z roku 2017 se zdá, že dronte hnízdil kolem srpna; v tuto dobu byli ptáci zřejmě vykrmeni, podobně jako jiní obratlovci na ostrově. Mláďata rostla rychle, dosáhla robustní, téměř dospělé velikosti a pohlavní dospělosti před létem na jižní polokouli nebo během cyklónové sezony. Dospělí dodové se přepeřili po létu, asi v březnu (Mauricius leží na jižní polokouli). Nejprve přepelichali na ocasech a křídlech, celý proces skončil během července, těsně před dalším obdobím reprodukce. Pozorování v různých fázích pelichání mohla být příčinou nesrovnalostí v dobových popisech peří.

## Vztahy slidmi

### První osadníci

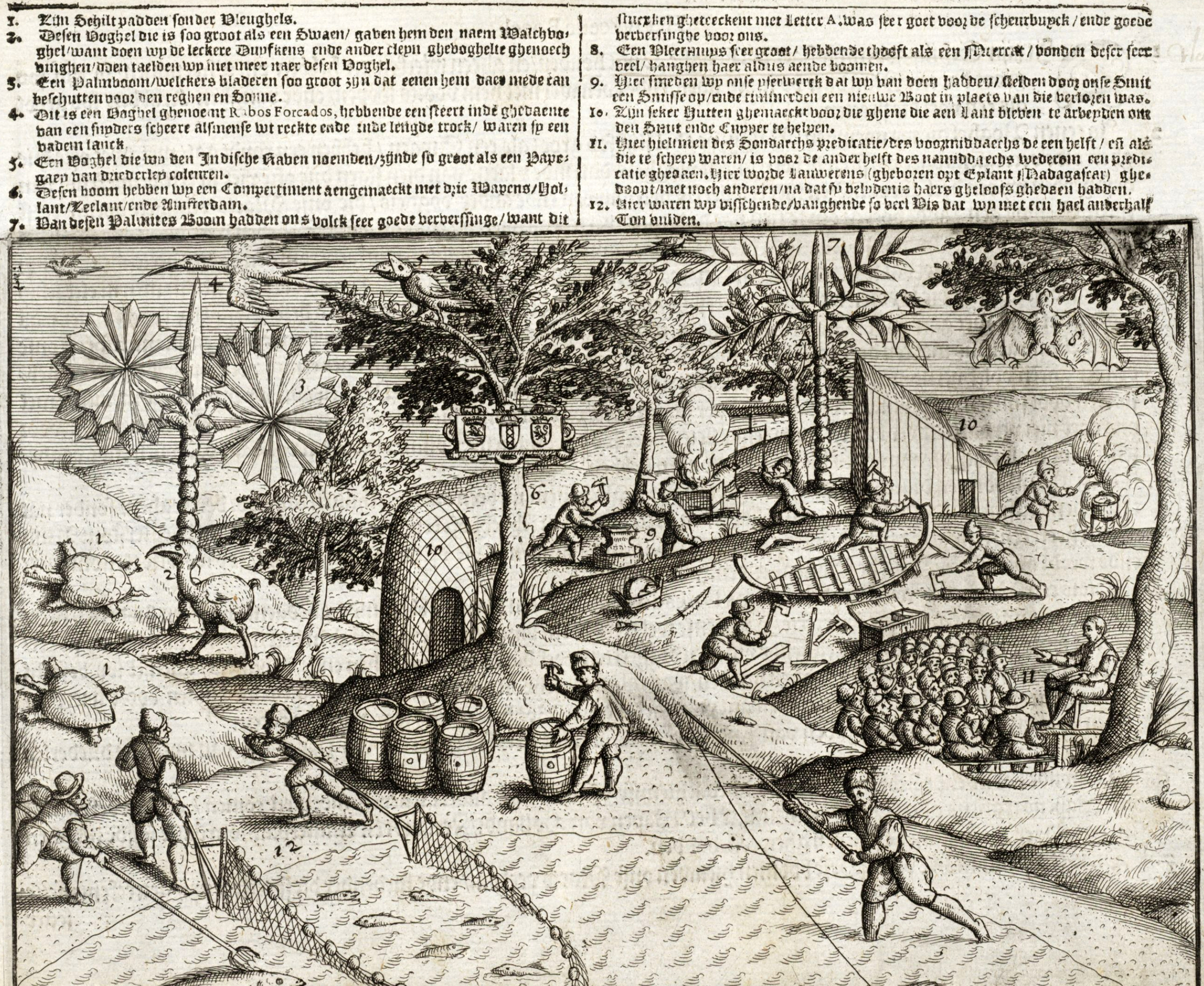
Rytina zobrazující holandské osadníky na Mauriciu, 1601. Dronte je zobrazen v levé části obrázku pod číslem 2

Prvními návštěvníky Mauricia byli ve středověku arabští mořeplavci. Mezi lety 1507 a 1513 ostrov navštívili Portugalci, ale ani jedni, ani druzí trvale ostrov neosídlili. Žádný záznam o drontech z těch dob není znám, přestože portugalské jméno pro Mauricius, „Ilha do Cerne“ („Ostrov labutí“), může na doda odkazovat. Mauricius získala teprve Nizozemská říše roku 1598 (pojmenovala jej po Mořici Oranžském), pak sloužil coby místo pro zásobování obchodních lodí nizozemské Východoindické společnosti. Raný záznam o dodech pochází z druhé nizozemské expedice do Indonésie vedené admirálem Jacobem Corneliszoonem van Neckem z roku 1598. Ptáci se objevují ve zprávách z roku 1601, odkdy pochází i první kresba. První námořníci, kteří přistáli na Mauriciu, se o ptáky zajímali hlavně jako o zdroj masa. Podle deníku námořníka Willema Van West-Zanena z roku 1602 z lodi Bruin-Vis bylo za jeden den uloveno až 50 drontů, ale masa bylo na polovině z nich tolik, že k obědu stačili celé posádce dva větší ptáci; ostatní byli zakonzervováni v soli.

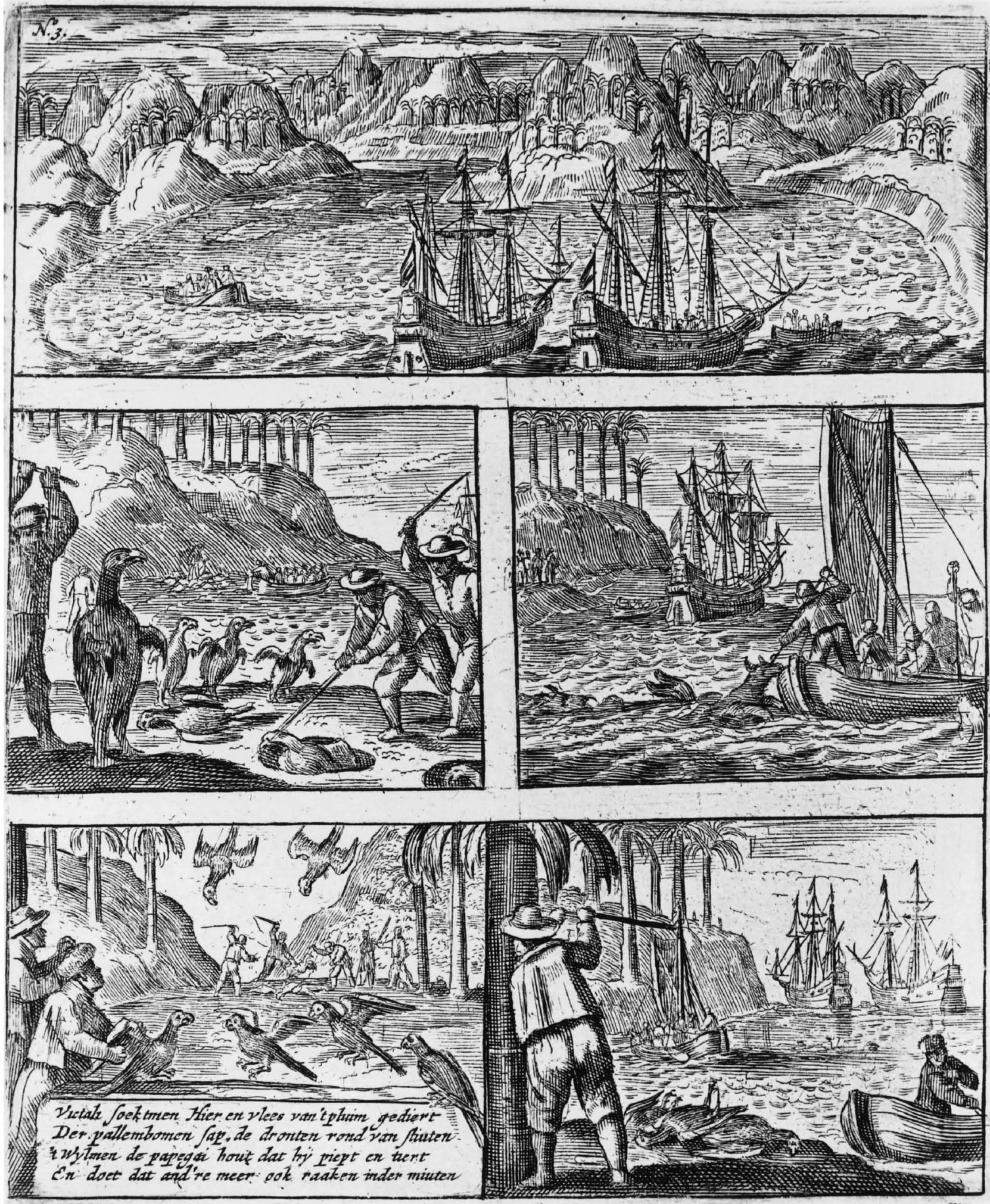
Dobová rytina, na které je znázorněno zabíjení drontů a dalších dnes již vyhynulých zvířat na Mauriciu

Někteří časní osadníci považovali maso drontů za nepříliš chutné a raději lovili například některé druhy papoušků; jiní jej popsali jako tuhé, ale celkem dobré. Někteří lovili dronta pouze pro svalnatý žaludek, který byl možná nejchutnější částí ptáka. Dodo se snadno chytal, avšak lovci museli být opatrní; dronte je totiž mohl zranit svým mocným zobákem.
Podobnosti ve vzhledu doda a chřástala rezavého vedly Petera Mundyho ke spekulacím o evoluci druhů více než dvě stě let před Charlesem Darwinem.

### Transporty do zahraničí

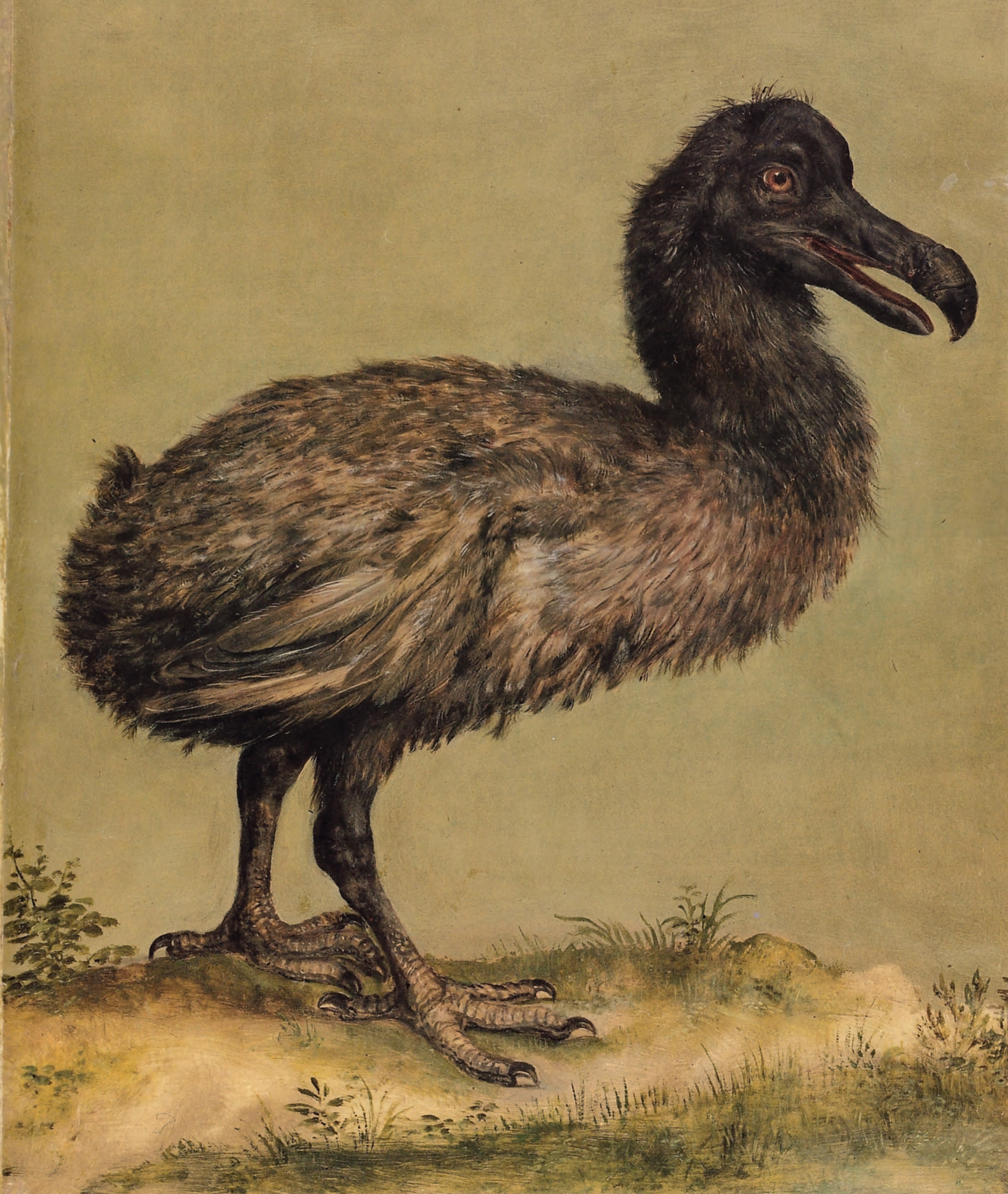
Hufnagelova ilustrace dronta, který žil ve zvěřinci císaře Rudolfa II.

Dronte byl natolik zajímavým ptákem, že docházelo k transportům živých exemplářů do Evropy a do východní Asie. Počet ptáků, kteří dopluli živí, je nejistý. Julian Hume na základě dobových záznamů, obrazů a dochovaných vzorků usuzuje, že přežilo nejméně jedenáct přepravovaných jedinců. Jediný popis živého jedince chovaného v Evropě je L'Estrangův z Londýna roku 1638. Z roku 1626 pochází kresba, jejímž autorem je nizozemský malíř Adriaen van de Venne. Ten tvrdil, že se v Amsterdamu setkal s drontem, ale nezmínil se, jestli byl pták naživu, a jeho zobrazení se nápadně podobá Edwardsově dodovi. Peter Mundy viděl mezi lety 1628 a 1634 dva živé exempláře v Suratu v Indii, z nichž jeden zvěčnil na obraze Ustad Mansura (1625).
Dva obrazy dronta mauricijského pocházejí také ze sbírek Rudolfa II. v Praze. Ve sbírce se dochovaly i obrazy jiných mauricijských zvířat, včetně chřástala rezavého. Dronte, který byl pravděpodobně mladý, zřejmě žil v císařském zvěřinci s dalšími zvířaty. Po smrti byl nejspíše vysušen anebo balzamován. Vzhledem k tomu, že je na evropských obrazech znázorněn vycpaný exemplář, pravděpodobně zde žil a uhynul; je nepravděpodobné, že se tehdy na palubách lodí prováděla taxidermie zvířat, a nakládání vzorků do lihu tehdy lidé neznali. Většina tropických vzorků se dochovala jako sušené hlavy a nohy. V katalogu Rudolfových vycpanin se dronte ocitl roku 1609.
Jeden dronte byl údajně z Mauricia poslán až do japonského města Nagasaki (1647). Teprve dokumenty zveřejněné roku 2014 odhalily, že dronte dorazil do tohoto města živý. Jednalo se o dar městu, navzdory vzácnosti ptáka měl v té době a místě stejnou hodnotu jako bílý jelen či bezoár. Pták z Nagasaki je posledním známým živým jedincem chovaným v zajetí.

### Vyhynutí

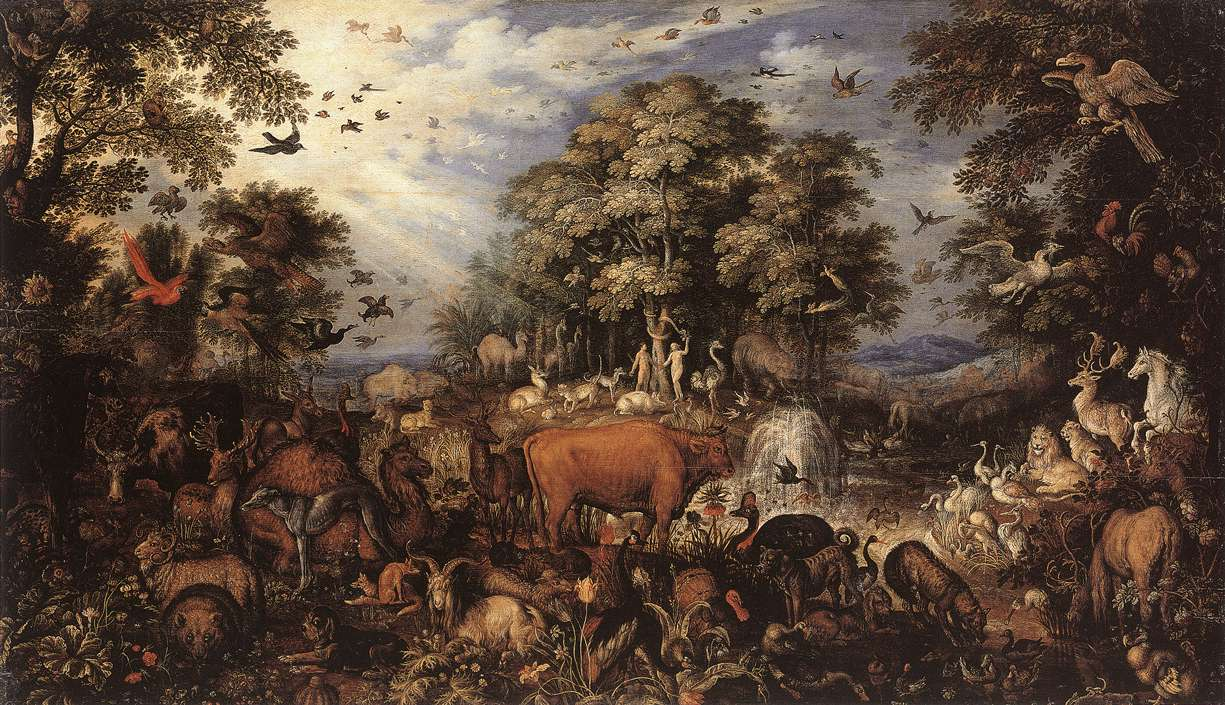
Saveryho kresba The Paradise, dronte v pravém dolním rohu

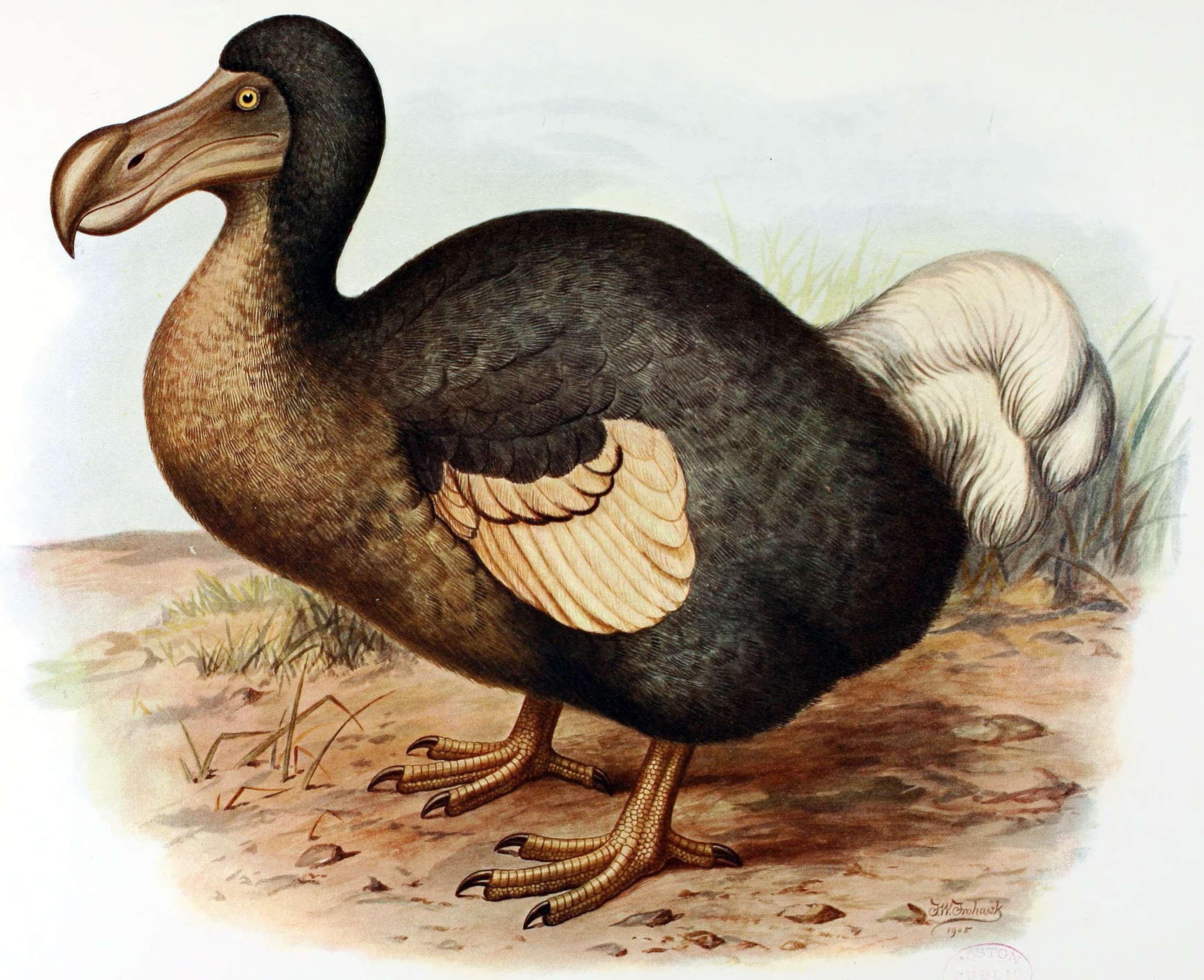
Ilustrace do Rothschildovy knihy Extinct birds od Fredericka Williama Frohawka

Stejně jako mnoho živočichů, kteří se vyvíjeli izolovaně na ostrovech bez predátorů, i dronte se choval vůči lidem nebojácně. Tato jeho „neohroženost“, ale zároveň neschopnost létat z něj dělala celkem snadnou kořist pro námořníky. Ačkoli se v některých útržcích zpráv lze dočíst i o hromadných zabíjeních těchto ptáků, archeologické vykopávky našly pouze málo důkazů o lovu lidmi. Kosti nejméně dvou dodů byly nalezeny v jeskyni Baie du Cap, ve které se během 17. století ukrývali uprchlí otroci a odsouzenci. Pro dronta samotného toto místo bylo nedostupné kvůli vysokému nerovnému terénu. Lidská populace na ostrově o rozloze asi 1 860 km2 v 17. století nikdy nepřekročila 50 obyvatel.
Dronta ale ohrožovaly i jiné faktory než lov. Lidé na ostrov přivezli nepůvodní druhy živočichů včetně psů, prasat, koček, krys a javánských makaků. Pták se ocitl pod tlakem těchto nových druhů, které mu plenily hnízda a soupeřily s ním o omezené zdroje potravy. Dopad těchto tvorů, převážně prasat a makaků, je považován za významnější příčinu vyhynutí než zabíjení lidmi. S krysami si nicméně ptáci pravděpodobně dovedli poradit, protože se jim již před příchodem lidí hnízda pokoušely plenit některé druhy krabů. Mimo těchto faktorů docházelo ze stran osadníků též k ničení přirozeného prostředí ptáků.
Je možné, že již před příchodem lidí byl dronte na Mauriciu vzácný nebo se vyskytoval jen v určitých lokalitách, protože by bylo nepravděpodobné, že by vyhynul tak rychle, kdyby obsadil všechny odlehlé části ostrova. V roce 2005 došlo k objevu subfosilních pozůstatků drontů a dalších zvířat, které zabila přívalová povodeň. Taková událost by ještě dále ohrozila existenci druhu na pokraji vyhynutí, ale skutečnost, že dodo přežil stovky let vulkanických aktivit a klimatických změn, ukazuje, že pták byl v rámci svého ekosystému celkem odolný.

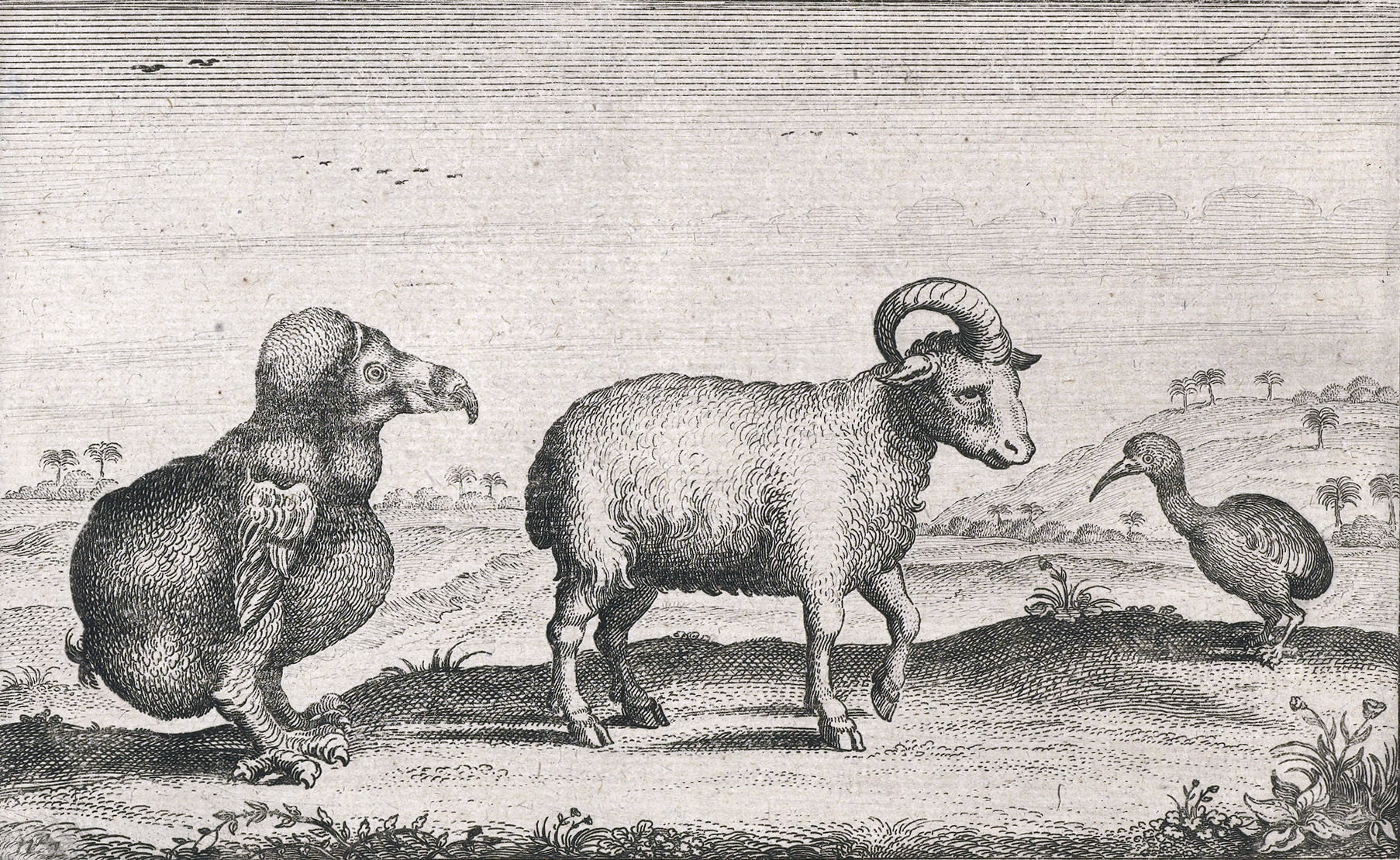
Kresba dronta, ovce a chřástala rezavého, 1617

Datum vyhynutí dronta není uspokojivě známo. Poslední všeobecně uznávané pozorování tohoto ptáka pochází z roku 1662 od ztroskotaného námořníka Volkerta Evertsze, člena posádky nizozemské lodi Arnhem. V Evertszově zprávě jsou popsáni ptáci chycení na malém ostrůvku u Mauricia (pravděpodobně ostrov Île D'Ambre).
Ptáci na ostrůvku Île D'Ambre nicméně nemuseli býti posledními zástupci druhu. Lovec Isaac Johannes Lamotius ve svých zápiscích o dodech hovoří ještě roku 1688. Statistická analýza těchto záznamů od výzkumníků Robertse a Solowa dává nový odhad vyhynutí na rok 1693, s 95% intervalem spolehlivosti mezi lety 1688 a 1715. Autoři také zdůrazňují, že protože poslední pozorování dronta před rokem 1662 pochází z roku 1638, dronte byl již v šedesátých letech patrně velmi vzácný. Sporná zpráva o pozorování ptáka od uniklého otroka (1674) tedy též nemusí být vyloučena jako poslední záznam o druhu.
Vědec Anthony S. Cheke poukázal na to, že některé zprávy po roce 1662 používají termíny „Dodo“ a „Dodaers“ pro popis chřástala rezavého (Aphanapteryx bonasia), jiného dnes již vyhynulého ptáka z ostrova Mauricius. Tato pojmenování byla pravděpodobně pro tohoto ptáka přenesena po vyhynutí samotného dronta. I z tohoto důvodu je nepravděpodobné, že by problém posledního pozorování dronta byl někdy uspokojivě vyřešen. Mezinárodní svaz ochrany přírody se přiklání k poslednímu datu pozorování v roce 1662. V každém případě dodo vyhynul kolem roku 1700, asi sto let po objevení v roce 1598. Holanďané opustili Mauricius v roce 1710 a během této doby se jim podařilo vyhubit jak dronta, tak většinu tehdejších suchozemských obratlovců, kteří zde žili.
I když již v 17. století byla hlášena vzácnost dronta na ostrově, až do 19. století nebylo uznáno jeho vyhynutí. Částečně se tak stalo z náboženských důvodů, podle kterých nebylo vyhynutí možné (opak dokázal až Georges Cuvier), a částečně protože řada vědců pochybovala, že dronte někdy existoval; kvůli jeho podivnému vzhledu mnozí věřili, že se jedná o mytické zvíře. Teprve v roce 1833 byl dronte mauricijský uveden jako příklad lidmi vyhubeného tvora.

## Pozůstatky

### Exempláře ze 17. století

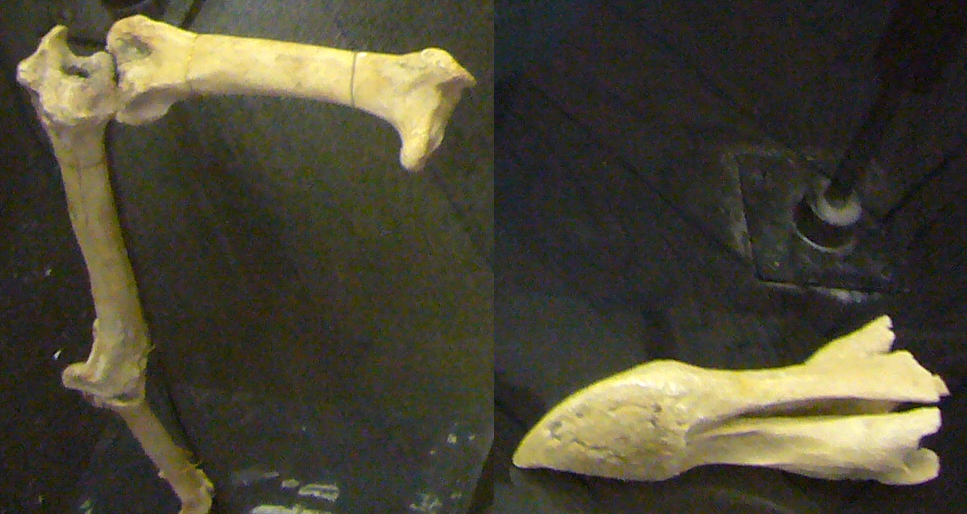
Kosterní pozůstatky v pražském Národním muzeu

Jediné doposud existující pozůstatky dronta pocházející z exemplářů dovezených v 17. století do Evropy jsou vysušená hlava a končetina, uchované v Přírodovědném muzeu Oxfordské univerzity, lebka v Zoologickém muzeu Kodaňské univerzity a horní čelist a končetina v Národním muzeu v Praze. Končetina z Britského muzea je již ztracena. Ve starých inventářích muzeí existují záznamy i o celých vycpaných exemplářích, ale dodneška se zřejmě nedochoval žádný z nich. Carolus Clusius se pak roku 1605 zmiňuje o vysušeném chodidle doda, jehož vlastníkem byl nizozemský profesor Pieter Pauw. Tento pozůstatek, shromážděný možná během Van Neckovy cesty, je již také ztracen.

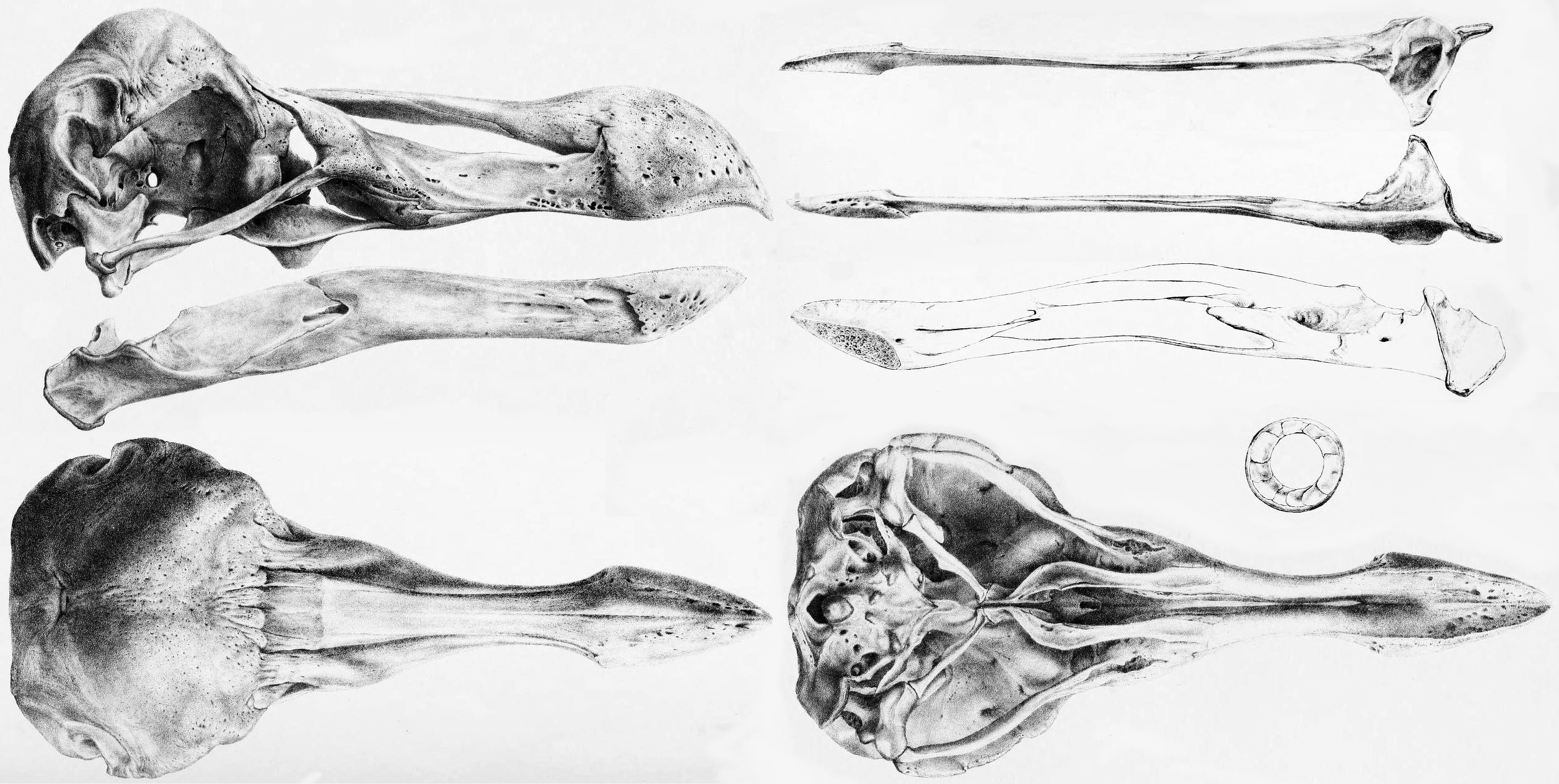
Litografie částí oxfordské hlavy

Jedinou známou měkkou tkání zůstává oxfordská hlava (vzorek OUM 11605) a končetina. Tyto části těla náležely poslednímu vycpanému drontovi, a původně se jednalo o součást sbírky muzea Musaeum Tradescantianum (1656), od roku 1659 pak náležely Ashmoleově muzeu. Je možné, že se jednalo o stejného ptáka, kterého pozoroval Hamon L'Estrange v Londýně. Vzhledem k tomu, že pozůstatky nevykazují známky preparace, pravděpodobně se jednalo o takzvanou studijní kožku, způsob zachování mrtvých ptáků, kdy jsou z nich vyjmuty všechny orgány i kosti, tělo je vycpáno bavlnou a výsledný exponát pouze leží se složenými křídly. Zajímavé výsledky dosáhl průzkum oxfordských pozůstatků z roku 2018. Na základě pořízených skenů vyšlo najevo, že kůže a kosti obsahovaly olověné broky, které se používaly během 17. století k lovu ptáků. To naznačuje, že dodo z Oxfordu byl zastřelen ještě před přepravou do Británie nebo nějaký čas po příjezdu. Okolnosti zastřelení ptáka jsou nicméně stále neznámé a je potřeba další zkoumání olověných broků.
Podle řady zdrojů Ashmoleanské muzeum spálilo vycpaninu doda kolem roku 1755 z důvodu pokročilého rozkladu, který ušetřil jen hlavu a končetinu. Možnost úmyslného zničení exempláře je považována za nepravděpodobnou. Vycpanina dronta byla odstraněna z výstavy a uschována, aby se ještě více nepoškodila. Stav zbývajících měkkých tkání se ale nadále zhoršoval, postupně byla z vycpaniny odříznuta hlava a končetina zůstala pokryta pouze kůží a šlachami. Na hlavě se dodnes dochovalo jen velmi málo peří. Jedná se pravděpodobně o samici, protože končetina není příliš velká, avšak zdá se, že je plně vyvinuta. Zbývající vzorek byl vystaven v Oxfordu nejméně od 60. let 19. století až do roku 1998, kdy byl opět uschován, aby nedošlo k poškození. Odlitky hlavy jsou nicméně rozmístěny v mnoha muzeích po celém světě.

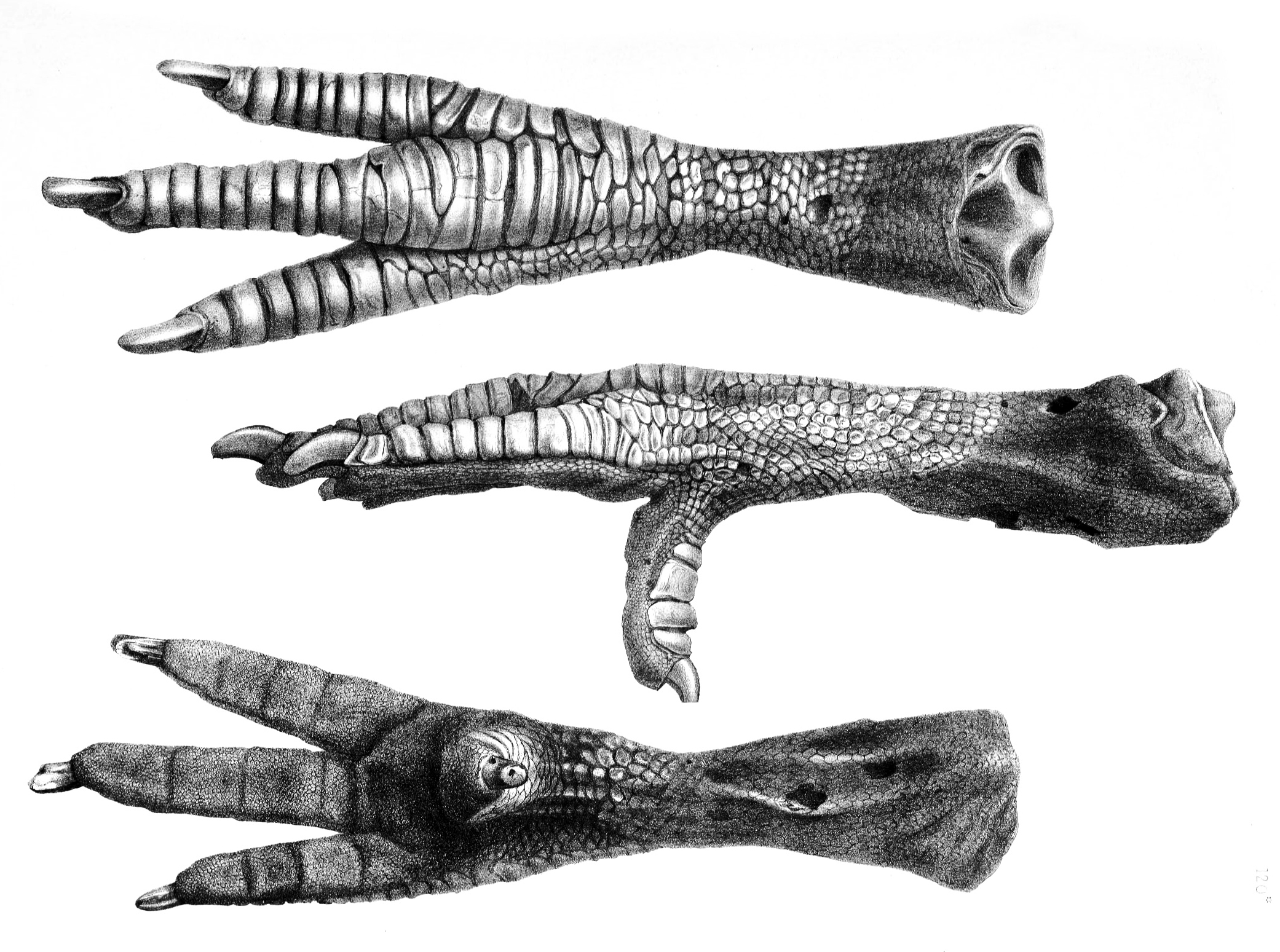
Litografie londýnské končetiny

Vysušená londýnská končetina se dostala během 18. století do Britského muzea, kde byla vystavena vedle Saveryho kresby Edwardsova doda až do 40. let 19. století. Již do roku 1896 se však na vzorku rozložily měkké tkáně a do dnešních dní z něj mohly zůstat pouze kosti, které jsou nicméně ztraceny.
Kodaňská lebka (vzorek ZMUC 90-806) tvořila až do roku 1651 součást sbírky vědce Bernarda Paludanuse v Enkhuizenu. Tehdy byla přenesena do muzea na hradě Gottorf v Šlesviku. Poté, co byl hrad obsazen roku 1702 dánskými vojenskými jednotkami, byly místní sbírky přesunuty do dánských královských sbírek. Lebku znovu objevil dánský zoolog Johannes Theodor Reinhardt na začátku 40. letech 19. století. Je možné, že tato lebka může představovat nejstarší dochovaný pozůstatek dronta dodaný do Evropy. Lebka je o 13 mm kratší než oxfordská hlava a může patřit samici. Byla mumifikována, ale kůže se i tak rozložila.
Horní čelist NMP P6V-004389 z pražského Národního muzea objevil v neroztříděných materiálech český přírodovědec a kurátor pražského muzea Carl Joseph August Corda roku 1847, přičemž pozůstatek detailně popsal až rakouský přírodovědec August Emanuel von Reuss roku 1855. Horní čelist pravděpodobně pochází z ptáka, kterého choval ve svém zvěřinci císař Rudolf II., ale jak se kost do muzea dostala, není zcela jisté. Je možné, že se jednalo o součást sbírek hraběte Hartiga, které muzeu věnoval jeho syn. Národní muzeum vlastní ještě tři pozůstatky končetin, jež pocházejí z bažin Mare aux Songes od Alfreda Newtona (viz níže). Ty byly původně uloženy v Britském muzeu a do Národního muzea se dostaly jako dar k padesátému výročí jeho existence (1868).

### Subfosilní pozůstatky

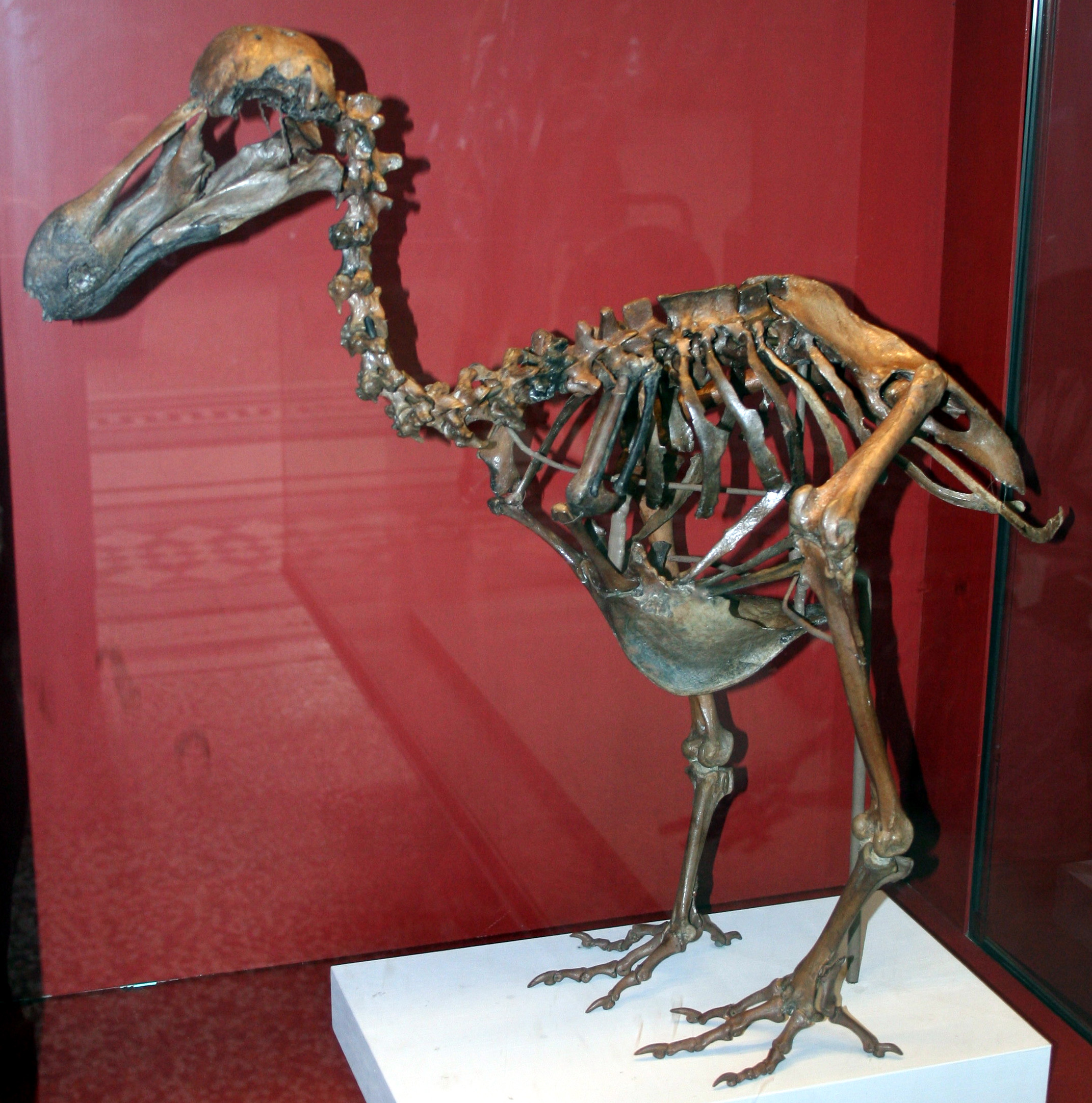
Kostra dronta v Přírodopisném muzeu v Londýně

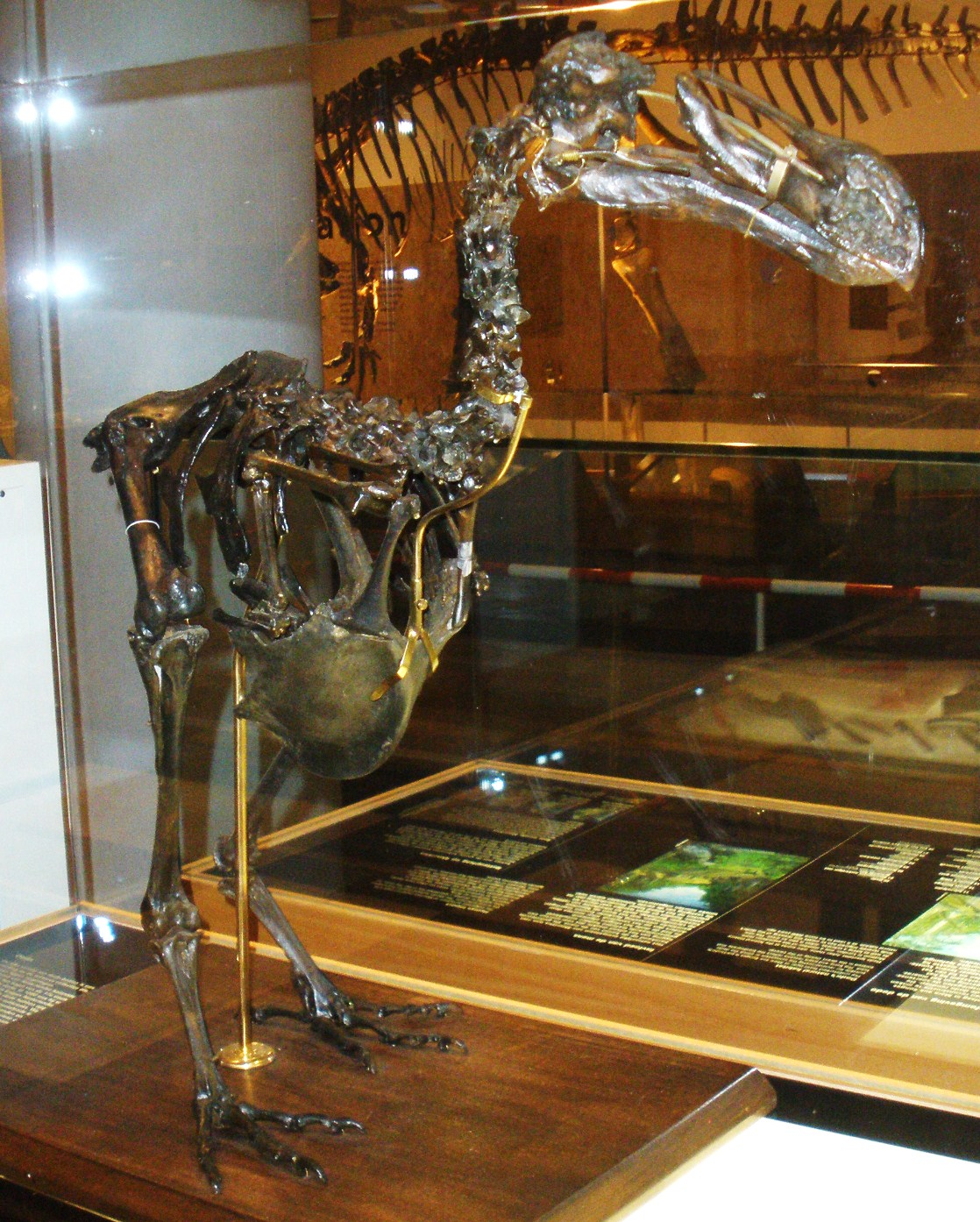
Kompletní kostra nalezená roku 2006

Do roku 1860 byly jedinými známými pozůstatky dronta čtyři neúplné exempláře pocházející ze 17. století. Britský vědec Philip Burnard Ayres nicméně tohoto roku objevil první subfosilní pozůstatky dronta a svůj objev představil jinému britskému přírodovědci, Richardu Owenovi. O tři roky později Owen požádal mauricijského biskupa Vincenta Ryana, aby mu oznámil, pokud by se našly další kosti drontů. Již roku 1865 se podařil učiteli státní školy v Mahébourgu Georgovi Clarkovi významný objev mnoha kostí v blízkosti bažiny Mare aux Songes na jihu ostrova. Následujícího roku Clark v ornitologickém periodiku The Ibis osvětlil svůj postup. Poslal několik svých kuliů, aby se probrodili až do středu bažiny, a tam se pomocí šlapání pokusili najít kosti pod sebou. Zprvu tento způsob neměl velký úspěch, ale jakmile odstranili rostliny pokrývající nejhlubší část bažiny, ostatky dodů se začaly hromadit. Z bažiny byly vyloveny pozůstatky celkem asi 300 ptáků, z toho však málo lebek a kostí křídel; možná i proto, že ptáci uvízli v bažině spodní stranou těla. Podobný trend byl zaznamenán i u pozůstatků obřích ptáků moa z bažin Nového Zélandu. Kosti drontů z Mare aux Songes mají středně až tmavě hnědé zbarvení.
Zprávy o Clarkových objevech oživily zájem o ptáka. Richard Owen a anglický ornitolog Alfred Newton chtěli popsat postkraniální anatomii doda. Owen si zakoupil zásilku kostí dronta určených původně pro Newtona, což vedlo k soupeření mezi oběma těmito vědci. Owen kosti popsal ve své práci Memoir on the Dodo v říjnu 1866, ale svou rekonstrukci založil na Saveryho malbě Edwardsova doda, která je však nepřesná a znázorňuje ptáka moc tlustého. O tři roky později Owen získal více kostního materiálu a na jeho základě svůj popis zpřesnil. Newton se mezitím soustředil na výzkum dronta samotářského. Zbývající kosti, které nebyly prodány těmto dvěma výzkumníkům, byly vydraženy anebo darovány muzeím. Ve výzkumech v bažinách Mare aux Songes poté roku 1889 pokračoval přírodovědec Théodor Sauzier. Ten nalezl další kosti drontů a i jiných vyhynulých zvířat.
Další průzkumy bažin nastaly až po více než sto letech, v roce 2005, kdy se sem vydal mezinárodní tým výzkumníků (International Dodo Research Project). Když ještě Mauricius patřil pod britskou správu, Britové tuto bažinu zasypali, aby tím zabránili šíření malárie. Tato vrstva nejprve musela být odstraněna, a poté zde badatelé nalezli řadu ostatků různých druhů zvířat včetně nejméně 17 drontů v různých stádiích života (ačkoli nebyl nalezen žádný nedospělý pták) a několik kostí zjevně z kostry jednoho ptáka, které se zachovaly ve svém přirozeném postavení. Tyto objevy byly představeny v prosinci 2005 v Národním přírodovědném muzeum v Leidenu. Asi 63 % nalezených fosilií náleželo k vyhynulému rodu želv Cylindraspis, ostatky dodů představovaly asi 7,1 % nálezů. Tyto pozůstatky se v bažinách ukládaly řadu staletí. Dle následných výkopů v bažině se zdá, že zde zvířata uvízla před asi 4200 lety, kdy Mauricius postihlo velké sucho a tvorové zde při snaze najít vodu zapadli. Nejnovější vykopávky objevily mnoho drobných kosterních pozůstatků, mnohem více než bylo nalezeno v 19. století, pravděpodobně kvůli využívání pečlivějších metod při dobývání těchto subfosilií.
Amatérský přírodovědec Louis Etienne Thirioux našel kolem roku 1900 na několika lokalitách mnoho zbytků drontů. Zahrnovaly první exemplář, jehož kosti byly více méně skloubeny v celek, který je tak prvním subfosilním skeletem dronta nalezeným mimo Mares aux Songes, a jediný pozůstatek nedospělého jedince, nyní ztracený běhák. Roku 1904 byla v jeskyni u hory Le Pouce nalezena kompletní kostra dronta, kterou Thirioux daroval muzeu Desjardins (nyní nese název Natural History Museum at Mauritius Institute). Thiriouxovi dědicové pak druhou kostru roku 1918 prodali do muzea v africkém Durbanu, ale v tomto případě nešlo o jeden exemplář, ale o kostru sestavenou z ostatků několika ptáků. Roku 2016 byly tyto ostatky naskenovány laserem a vytvořeny počítačové 3D modely, které se staly základem monografie o osteologii dronta.
Roku 2006 došlo k objevu kompletní kostry v lávové jeskyni na Mauriciu, teprve druhé objevené kompletní kostry doda.
Subfosilní pozůstatky drontů vlastní celkem 26 muzeí, přičemž téměř všechny pocházejí z bažin. V některých muzeích, jako v Přírodopisném muzeu v Londýně, v Americkém přírodovědném muzeu, v Zoologickém muzeu Univerzity Cambridge a v muzeu Senckenberg ve Frankfurtu nad Mohanem, lze spatřit i téměř kompletní kostry, sestavené z více jedinců.

## Bílý dronte

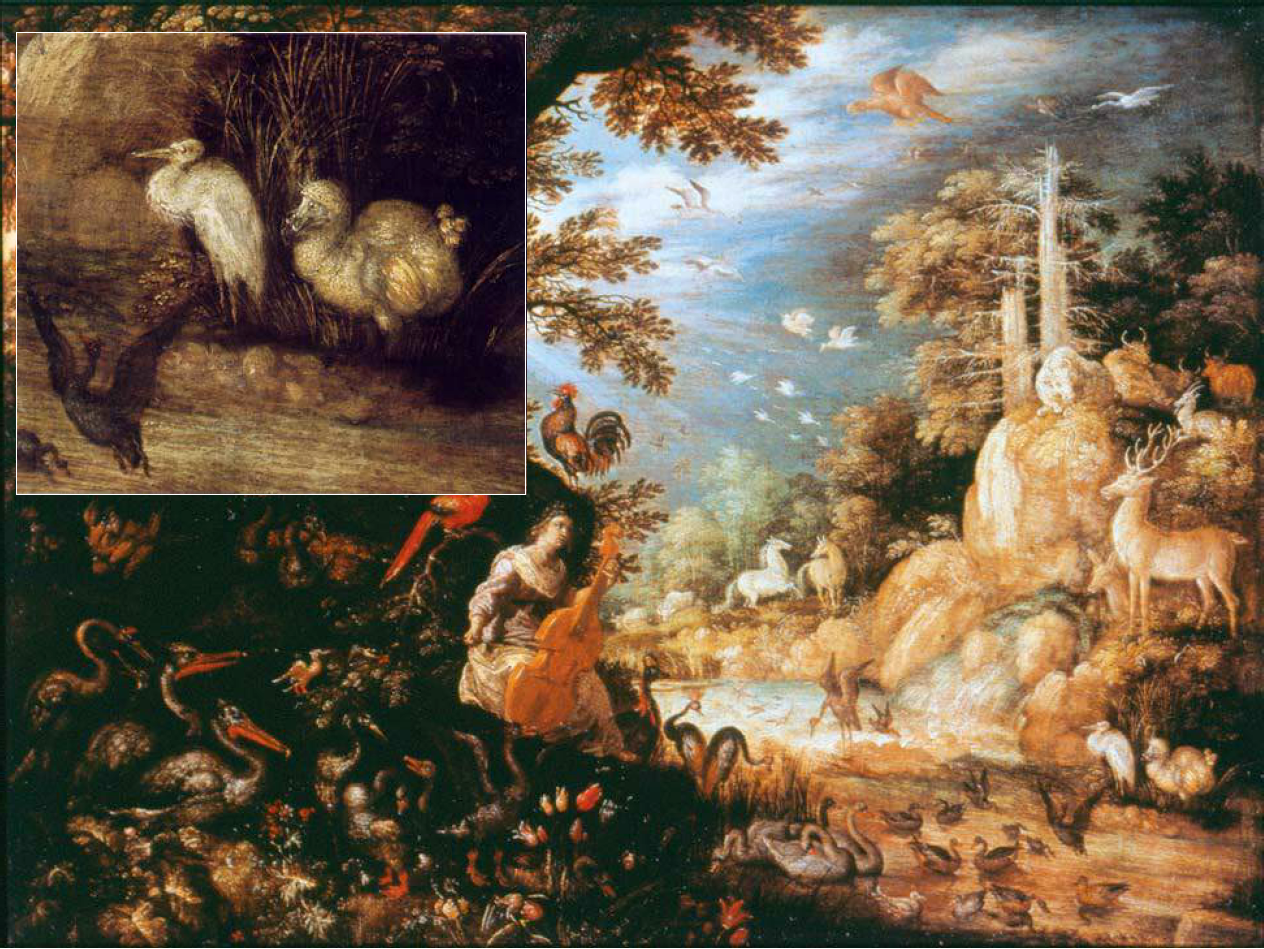
Krajina s Orfeem a zvířaty od Saveryho se zobrazeným bílým drontem

Předpokládaný „bílý dronte“ z Réunionu je považován za chybnou domněnku založenou na dobových zprávách o ibisu réunionském a některých obrazech bílých ptáků podobných drontům od Pietera Withoose a Pietera Holsteyna, objevených v 19. století. Zmatek začal, když se velitel lodi Willem Ysbrandtszoon Bontekoe, který navštívil Réunion kolem roku 1619, zmínil o tučných nelétavých ptácích, které nazval ve svém deníku „Dod-eersen“, ačkoli se o zbarvení nezmiňoval. Bílý, podsaditý nelétavý pták byl pak o šest let později zmiňován jako součást réunionské fauny důstojníkem J. Tattonem. Sporadické zmínky poté učinili Sieur Dubois a jiní tehdejší autoři.

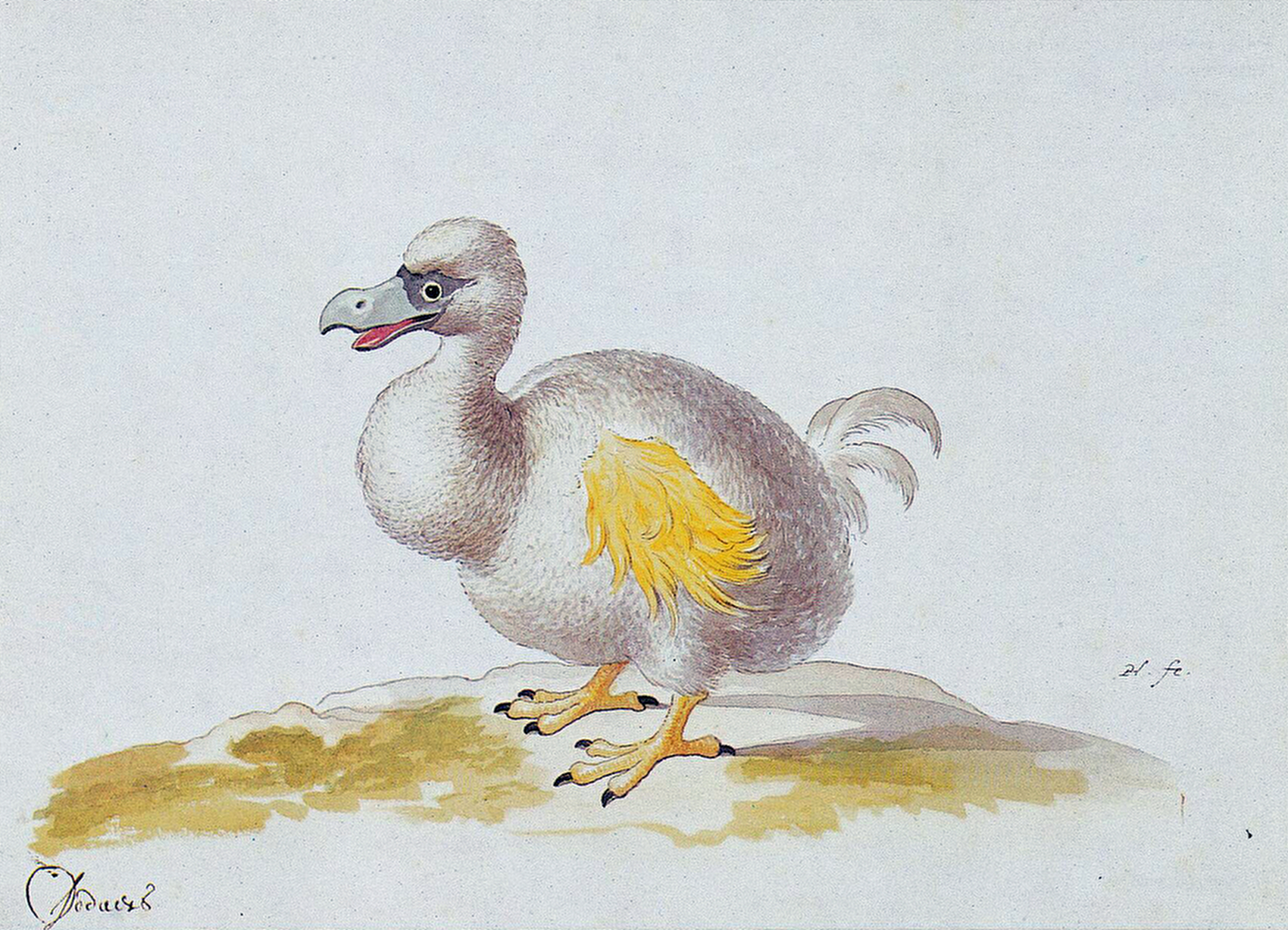
Bílý dronte od Holsteyna

Baron Edmond de Sélys Longchamps pro tyto ptáky používal jméno Raphus solitarius a věřil, že se na Réunionu vyskytuje tento nový druh dronta. Když přírodovědci 19. století objevili obrazy ze 17. století, na nichž byli tito ptáci vyobrazeni, předpokládali, že se skutečně jedná o bílé dronty.
První nalezenou malbou se stala kresba od Pietera Withoose, pravděpodobně založená na dřívějších zobrazeních od Holsteyna. Podle Humeho, Chekeho a de Lozoyy své kresby založil na Saveryho obraze Krajina s Orfeem a zvířaty či na jeho kopiích. Tento obraz Savery namaloval pravděpodobně v roce 1611, možná později. Malba ukazuje mimo jiné bílého doda a zřejmě vychází z vycpaného exempláře z dob Rudolfa II. Cheke a Hume věří, že bílé zbarvení dronta způsobil albinismus, de Lozoya namísto toho navrhl, že bílý dronte mohl představovat nedospělého jedince; nebo se také mohlo jednat o kreativitu umělce.
Roku 1987 byl popsán nový druh vyhynulého ptáka z Réunionu, ibis réunionský (Borbonibis latipes). Tento ibis měl krátký zobák a jeho zbarvení se také pohybovalo mezi bílou a černou; tedy odpovídal starým popisům réunionského dronta. Žádné pozůstatky ptáků, kteří by byli příbuzní s drontem mauricijským, nicméně nebyly na ostrově nalezeny.

## Kulturní odkaz

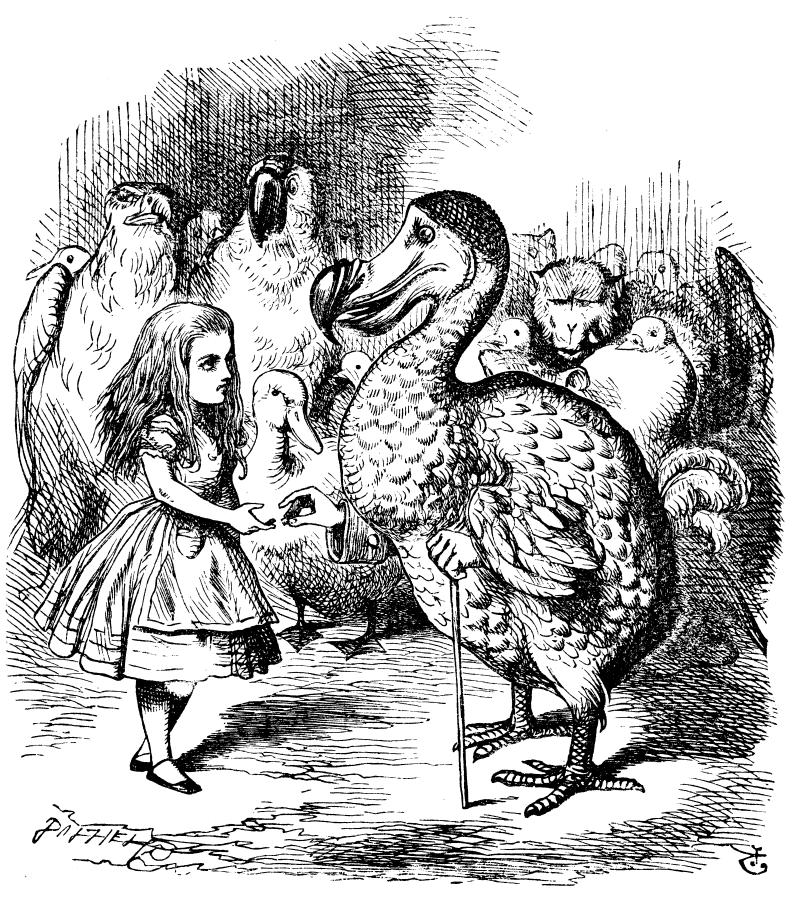
Dronte jako postava z knihy Alenka v říši divů, ilustrace Johna Tenniela z roku 1865

Dronte mauricijský patří mezi nejznámější vyhynulé tvory, což společně s jeho jedinečným vzhledem vedlo k jeho častému užívání v beletrii jako symbol zastaralého konceptu nebo předmětu. Sousloví „mrtvý jako dodo“ v angličtině znamená nezpochybnitelně mrtvý nebo beznadějně zastaralý; stejně tak výraz „jít cestou doda“ znamená zastarávat či zanikat a stát se věcí minulosti. Blboun je také slangové označení pro hloupou nudnou osobu, toto označení pravděpodobně plyne z tvrzení, že dronte byl hloupý a snadno polapitelný pták.
Dronte se často objevuje v populární literatuře a ještě před jeho vyhynutím byl v evropské literatuře využíván jako symbol exotických krajů a žravosti, pravděpodobně kvůli své zdánlivé tloušťce. Roku 1865, tedy ve stejném roce, kdy George Clark začal publikovat zprávy o vykopaných subfosilních pozůstatcích, tohoto ptáka představil Lewis Carroll v knize Alenka v říši divů. Carroll s dívkou Alicí Liddellovou, která posloužila jako inspirace pro Alenku, společně navštívili Oxfordské muzeum, aby si zde prohlédli pozůstatky drontů. Popularita knihy udělala z dronta symbol vyhynulých tvorů. Jeho osudu si povšimli mnozí umělci, ohlasy lze z českých umělců nalézt např. v díle Petra Bezruče – „Didus ineptus“ (Slezské písně) a Karla Kryla – „Píseň pro blbouna nejapnýho“. Britský spisovatel Hilaire Belloc se o drontem zmínil v básni „The Dodo“.

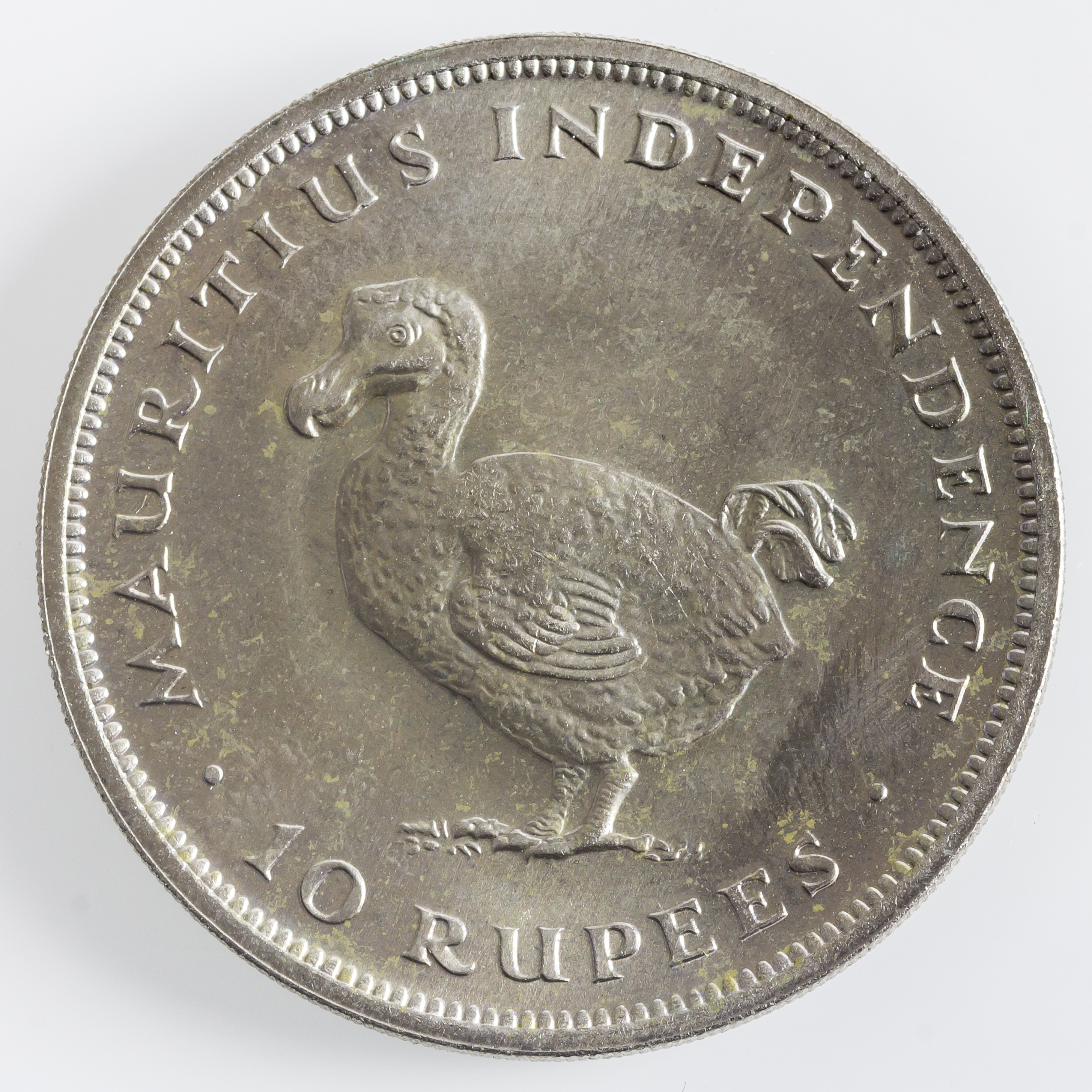
Dodo na reversu mauricijské mince v hodnotě 10 rupií z roku 1971

Dronte slouží jako maskot pro mnoho různých druhů výrobků, zvláště na Mauriciu. Je zobrazen jako štítonoš na státním znaku Mauricia, vyobrazují jej též mauricijské mince a bankovky mauricijských rupií. Oblíbený réunionský pivovar Brasseries de Bourbon si zvolil usmívajícího se dronta jako svůj symbol. Pták zde vyobrazený má bílou barvu; lidé se kdysi domnívali, že zde tito ptáci žili.
Dronte je některými organizacemi, jako ZOO v Jersey nebo Durrell Wildlife Conservation Trust, využíván jako symbol k podpoře ochrany ohrožených druhů. Organizace Center for Biological Diversity („Centrum pro biologickou rozmanitost“) každoročně uděluje anticenu Rubber Dodo Award těm, kteří „nejvíce zničili přírodní stanoviště, druhy a biologickou rozmanitost“. Pavouk Nephilingis dodo, který obývá stejné lesy jako kdysi dronte, dostal po tomto ptákovi své druhové jméno, aby zvýšil povědomí o naléhavé potřebě ochrany biotopů na ostrově. Druhové jméno po drontem získali také dva mravenci z ostrova (Pseudolasius dodo v roce 1946 a Pheidole dodo v roce 2013) nebo stejnonožec Hansenium dodo. Jméno ptáka též používají někteří vědci k pojmenování genetických prvků; například gen octomilky potřebný pro schopnost létat je pojmenován dodo.